# Saarländisches Staatstheater

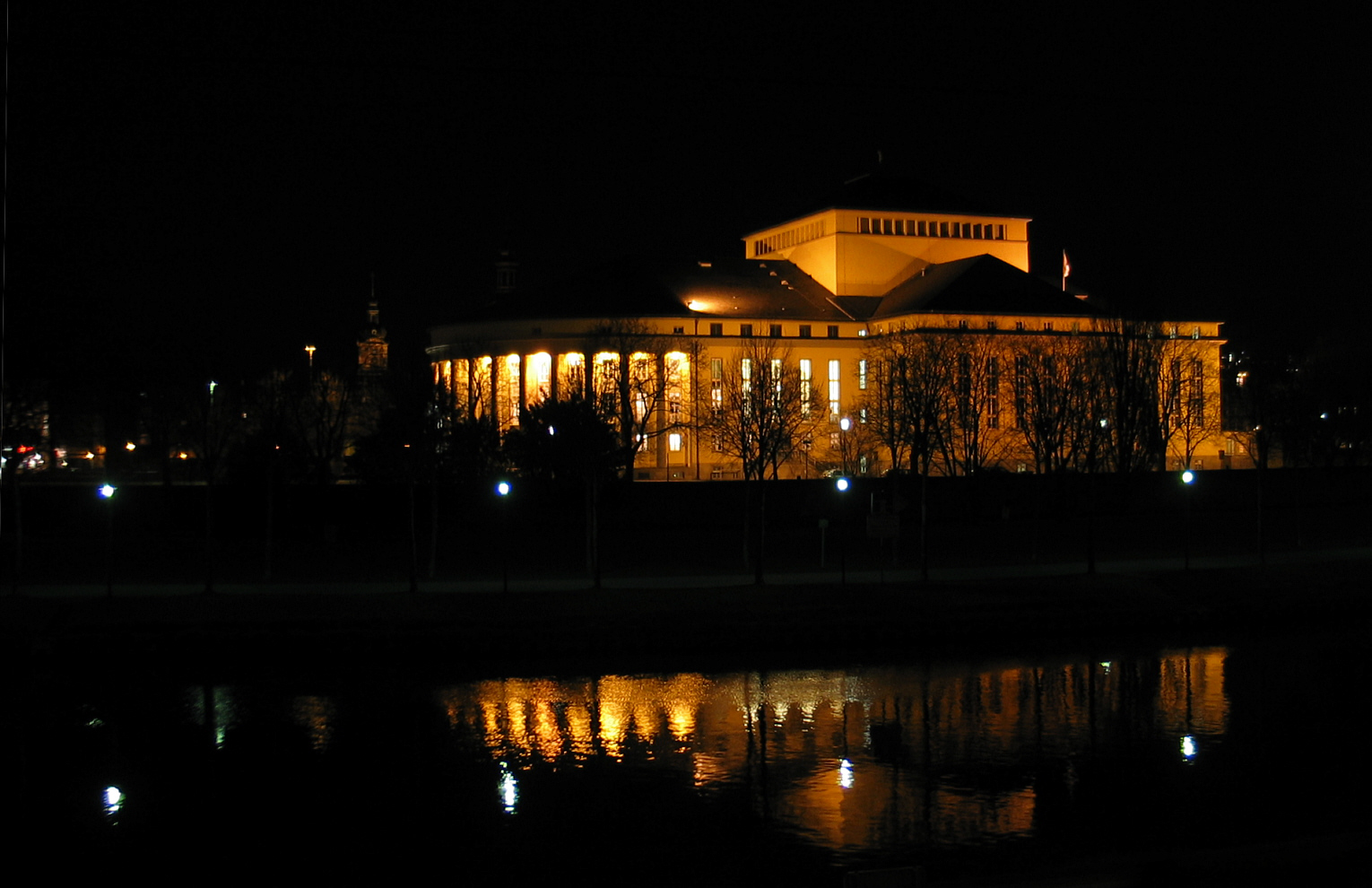
Staatstheater am Saarufer bei Nacht

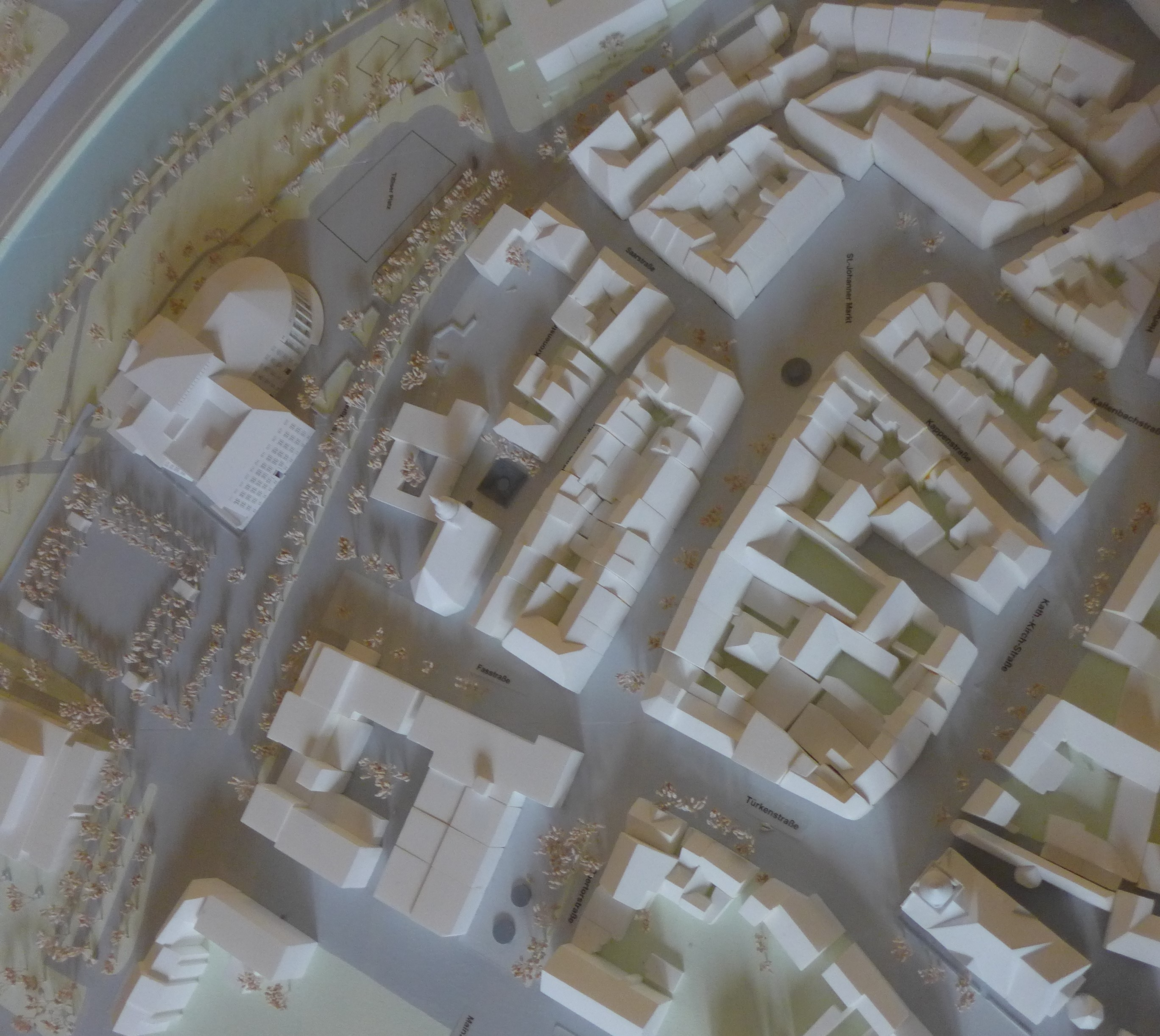
Saarländisches Staatstheater, Position im Stadtmodell

Das Saarländische Staatstheater ist ein Mehrspartentheater in der saarländischen Landeshauptstadt Saarbrücken mit jährlich rund 30 Premieren und Neuproduktionen, über 700 Veranstaltungen und mehr als 200.000 Besuchern. In den Spielstätten Staatstheater (Großes Haus), Alte Feuerwache, Congresshalle und sparte4 werden Opern, Schauspiele, Ballettvorführungen sowie Konzerte aufgeführt.

## Geschichte des Saarländischen Staatstheaters

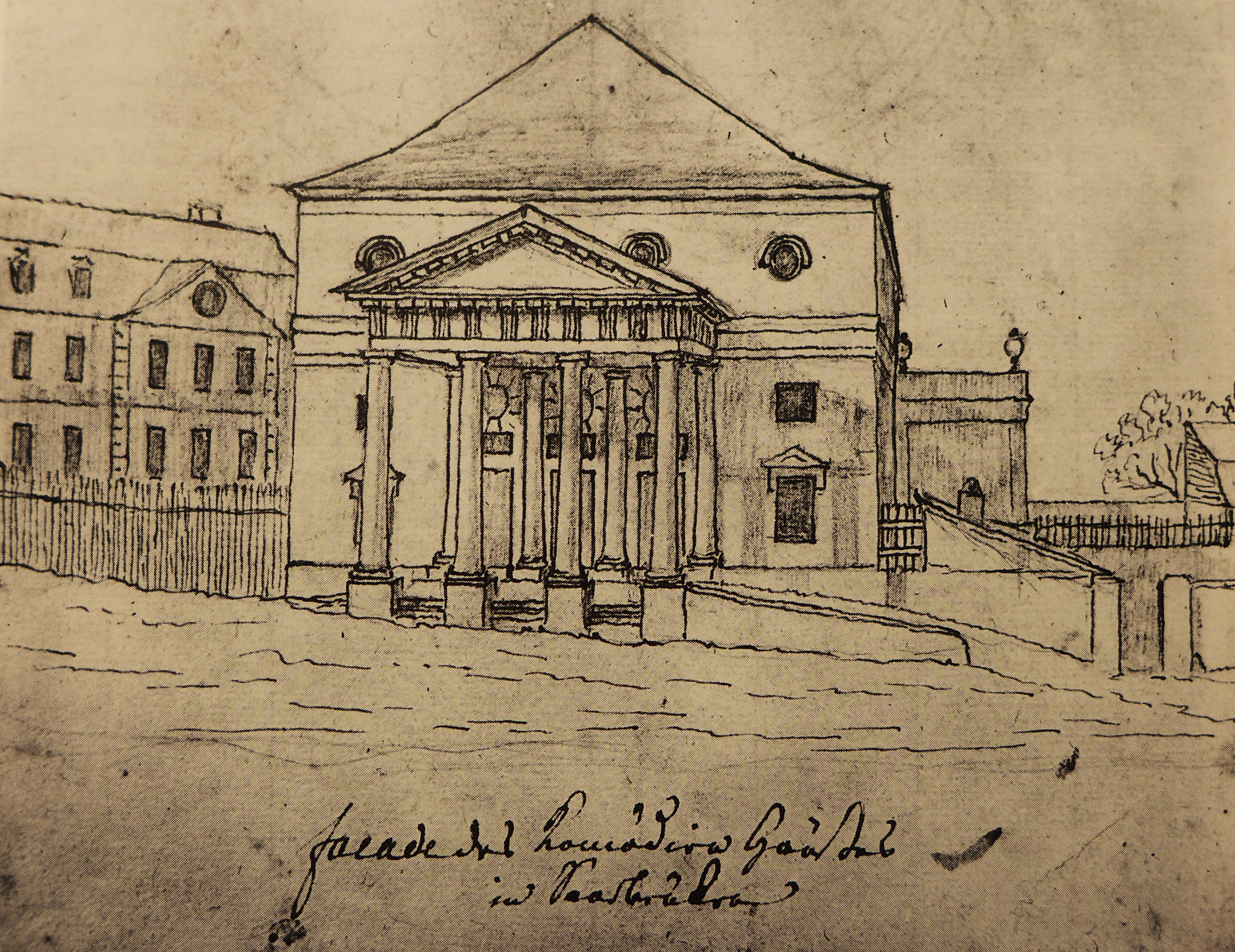
Saarbrücken, Das im Jahr 1786 von Balthasar Wilhelm Stengel errichtete klassizistische Komödienhaus am Ludwigsplatz

### Ancien Régime
Vor der Französischen Revolution bestanden in Saarbrücken drei verschiedene Spielstätten für Theateraufführungen: das Schlosstheater im Saarbrücker Schloss, das im Jahr 1786 neuerrichtete Komödienhaus am Ludwigsplatz sowie das Freilichttheater auf dem Malstatter Ludwigsberg (Ehemalige Parkanlage Schloss Ludwigsberg).
Das Komödienhaus am Ludwigsplatz orientierte sich an den Formen des modernen französischen Theaterbaues. Waren Theaterbauten vorher in bestehende Häuserfluchten eingebunden gewesen, so wurden sie nun als monumentale Baukörper gestaltet. Theaterfassaden, die sich vorher gestalterisch an Wohnbauten anlehnten, griffen nun die architektonischen Würdeformen hochrangiger Bauaufgaben auf. Tempelfronten mit kolossalen Säulen wiesen die neuen Theater als antike Tempel und quasi sakrale Heimstätten Apolls und der Musen aus. Die Innenräume wurden als monumentale Auditorien gestaltet. Das Saarbrücker Komödienhaus entsprach in seiner Gestaltung ganz dieser Reformidee und zitiert in vereinfachten Formen die Architektur des Pariser Théâtre de la Comédie-Française (heute Odéon – Théâtre de l’Europe), das König Ludwig XVI. im Jahr 1779 in Auftrag gegeben hatte.
Zu dieser Zeit amtierte als Theaterdirektor August Wilhelm Iffland. Die Stadt Saarbrücken verlieh ihm am 5. Februar 1790 das Ehrenbürgerrecht. Die Bühnenbauten oblagen dem Saarbrücker Hofarchitekten Balthasar Wilhelm Stengel. Als Schauspieler fungierten die Mitglieder der Hofgesellschaft. Durch die Französische Revolution brach das höfische Theaterwesen zusammen und das im klassizistischen Stil errichtete Komödienhaus wurde im Jahr 1800 abgerissen.

### Preußische Zeit

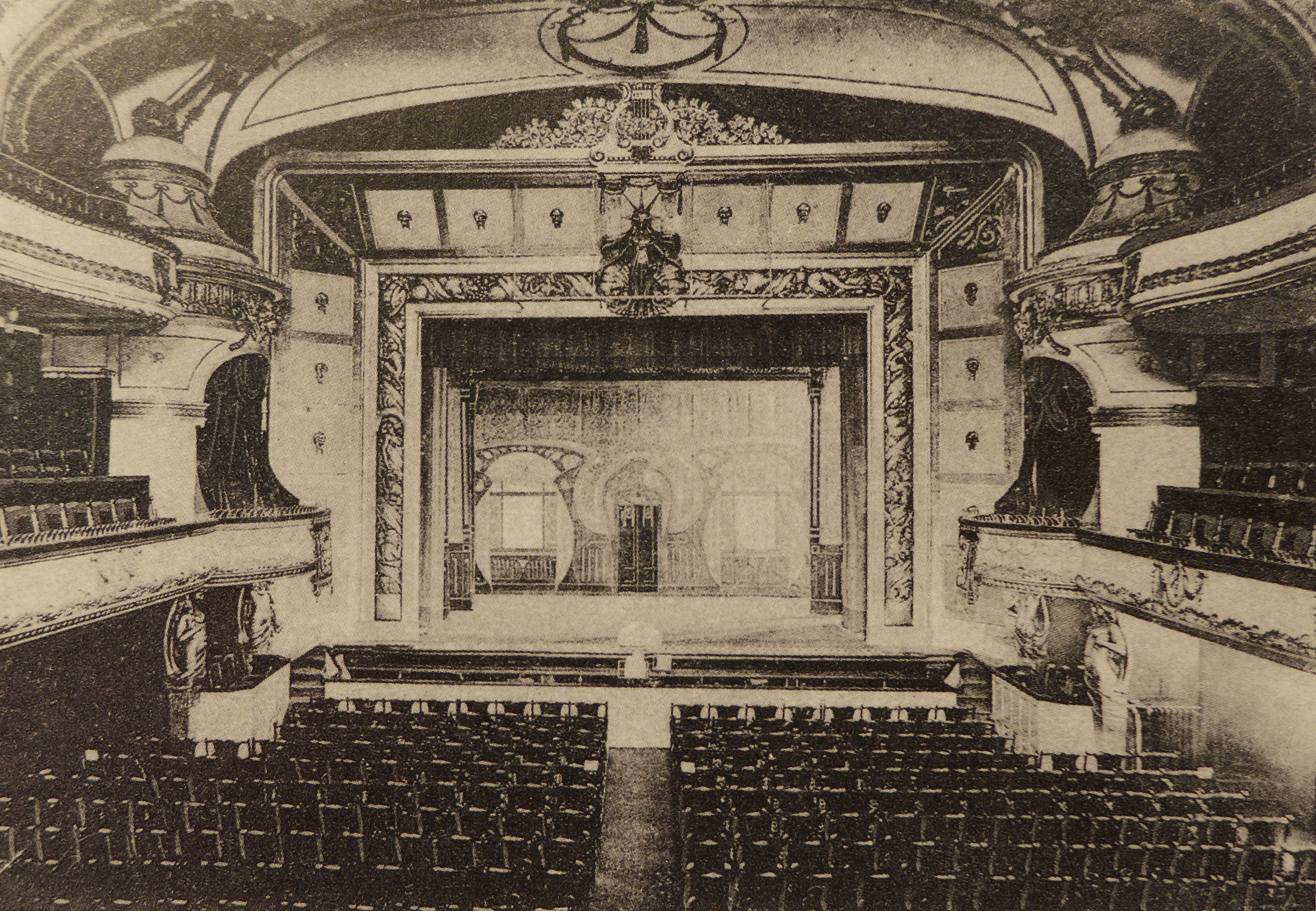
Saarbrücken-St. Johann, Apollo-Theater, um 1900

In der preußischen Folgezeit übernahmen bürgerliche Vereine, Bergmannskapellen sowie Militärmusikkorps das Musik- und Theaterleben an der Saar, das durch mehrere Besuche des preußischen Königs Friedrich Wilhelm IV. sowie des Prinzen bzw. Prinzregenten Wilhelm, des späteren deutschen Kaisers, gefördert wurde. Allerdings existierte zu dieser Zeit kein eigenes Theatergebäude, so dass Aufführungen in der ehemaligen fürstlichen Reitbahn neben dem Hofbräuhaus in der Talstraße stattfanden. Ein Versuch zur Errichtung eines neuen Theaters im Jahr 1849 scheiterte. Da die Reitbahn ab den 1850er Jahren zunehmend militärisch genutzt wurde, behalf man sich durch die Anmietung von Tanzsälen. Im Jahr 1859 entstand der Wilhelmssaal, der den Theatervereinen „Thalia“ und „Ibicus“ als Spielstätten diente. Seit dem Jahr 1819 fanden jährlich im Sommer Aufführungen von Theaterensembles aus allen Teilen des deutschsprachigen Raumes und des Auslandes statt, die dadurch die spielfreie Zeit ihrer eigenen Häuser nutzten. In der zweiten Hälfte des 19. Jahrhunderts entstanden in den beiden Saarstädten zahlreiche private Gaststätten mit großen Theatersälen, so etwa das Apollo-Theater in der Kohlwaagstraße.

### Städtischer Saalbau

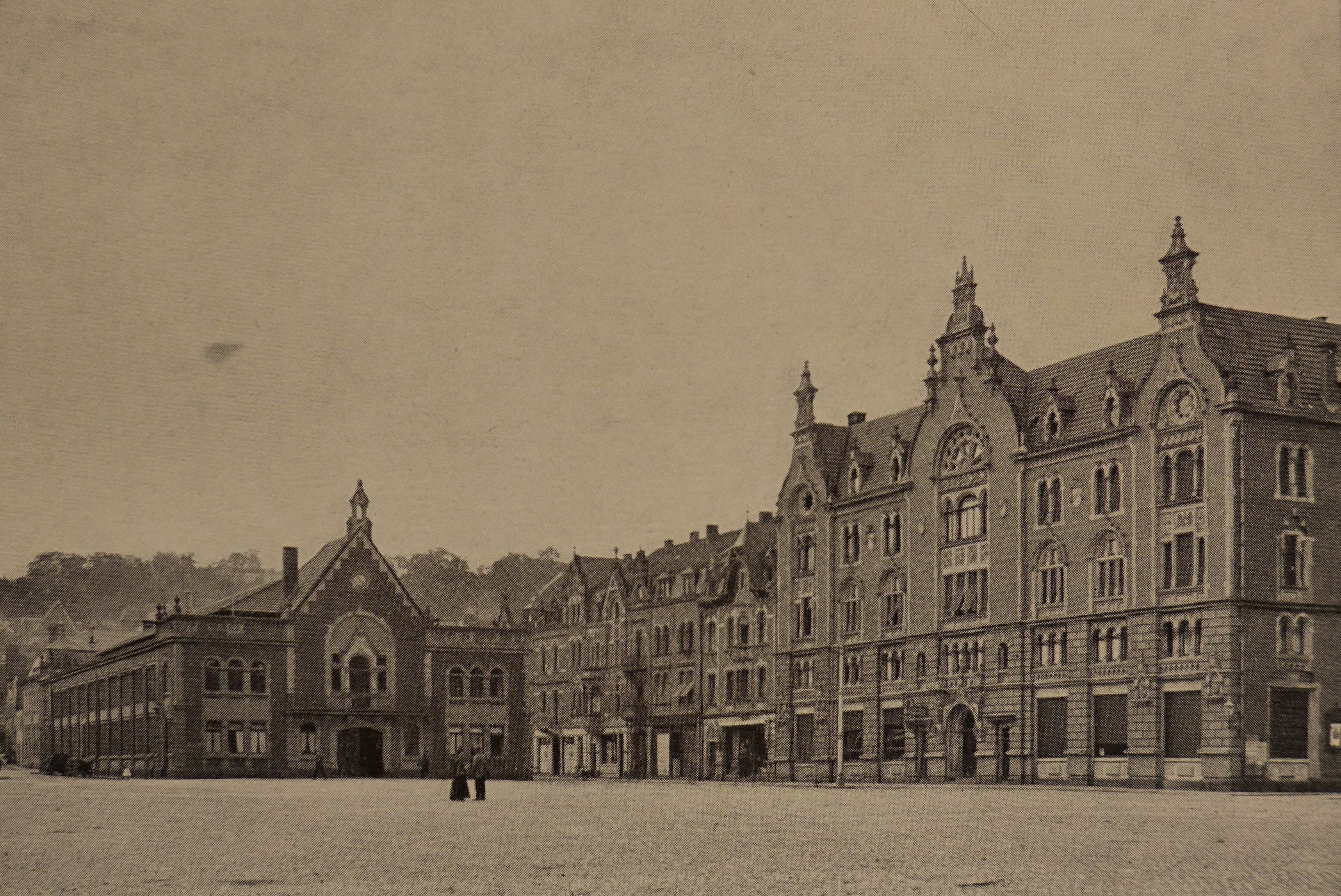
Saarbrücken, Der im Jahr 1897 errichtete Saalbau am Neumarkt, links die Markthalle

Einen Aufschwung erlebte das Saarbrücker Musikleben mit dem Bau des städtischen Saalbaues am Saarbrücker Neumarkt im Jahr 1897 mit seinen 1400 Plätzen. Ab dem Jahr 1884 wurden regelmäßige Gastauftritte des Darmstädter Hoftheaters veranstaltet. Auf private Initiative hin wurde im Jahr 1897 das Thalia-Theater/Stadttheater Saarbrücken im alten Kasinogarten nahe der Eisenbahnstraße erbaut. Es unterhielt erstmals ein ständiges Ensemble.
Im Jahr 1922 erfolgte auf Initiative des Saarbrücker Bürgermeisters Hans Neikes die Gründung der „Gemeinnützigen Theater- und Musikgesellschaft“, die die bisherigen bürgerlichen Privatinitiativen weitgehend in kommunale Hand überführte. Träger der Gesellschaft waren die Stadt Saarbrücken, der Deutsche Bühnenverein, der Theaterverein, die Besitzer des Theatergebäudes, der Bühnenvolksbund sowie die Vereinigung Freie Volksbühne. Der Theaterbetrieb erhielt Zuschüsse aus städtischer Hand sowie beachtliche Fördermittel der Reichsregierung in Berlin, um Saarbrücken als Bastion deutscher Kulturpolitik zu positionieren und das Saargebiet gegen Französisierungsbestrebungen der Regierung in Paris sowie der Regierungskommission des Saargebietes abzuschotten. Die beiden Besucherorganisationen Bühnenvolksbund (gegründet 1920) und Freie Volksbühne (gegründet 1921) rekrutierten zu dieser Zeit annähernd 10.000 Mitglieder.

### Stadttheater in der Stengelstraße

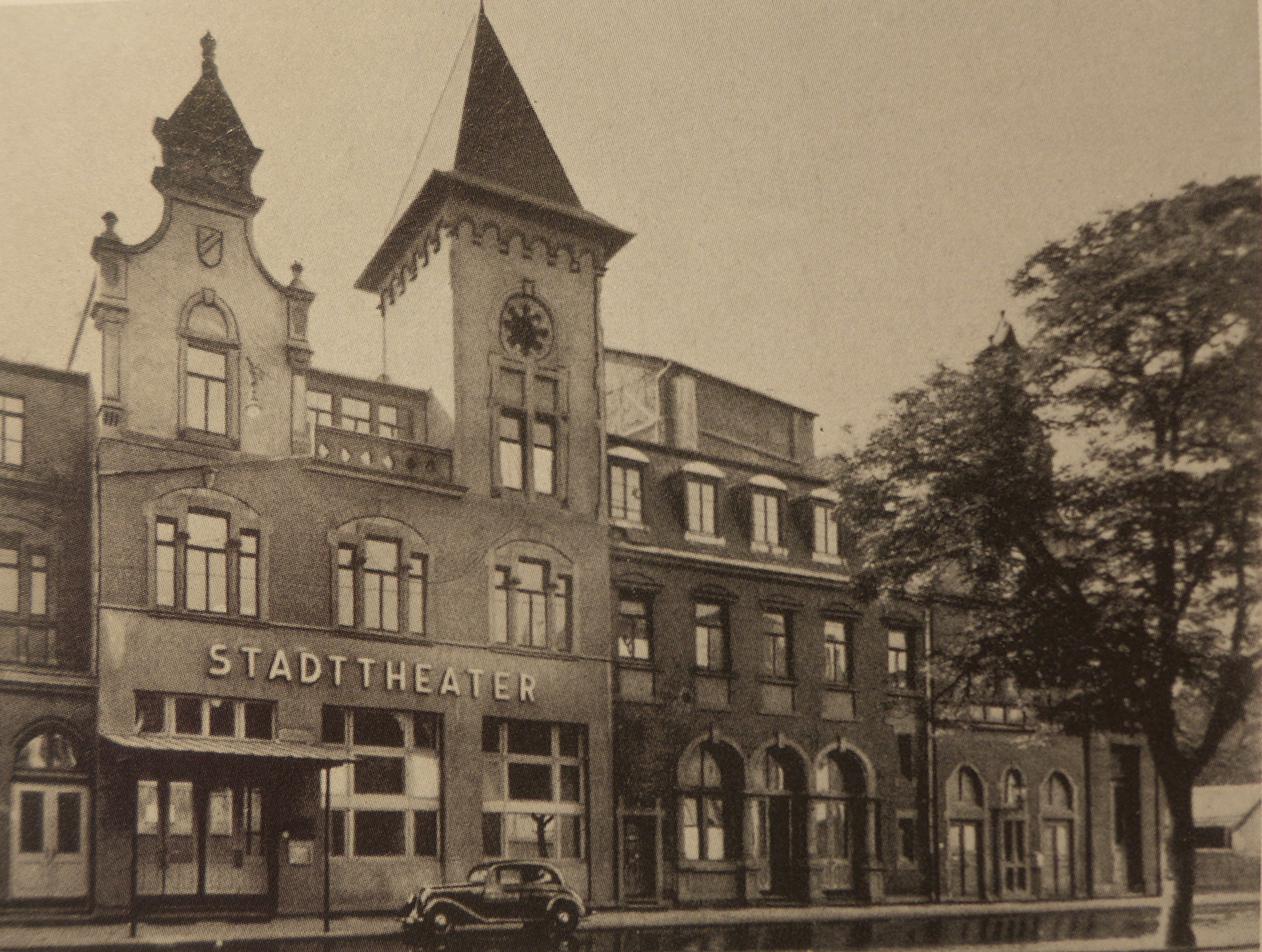
Saarbrücken, Stadttheater in der Stengelstraße

Zentraler Spielort war das Theatergebäude in der Stengelstraße, wo sich heute der rückwärtige Teil der Saarländischen Staatskanzlei befindet. Das Theatergebäude war im Jahr 1897 von Hans Peter Weszkalnys in einem historistischen Mischstil aus Formen der Gotik und der Renaissance errichtet worden und verfügte über 500 Plätze. Der Theaterneubau wurde am 18. Februar 1897 mit der Oper Mignon von Ambroise Thomas feierlich eröffnet. Ab dem Jahr 1899 nannte sich das Saarbrücker Theater Thalia-Theater nach der altgriechischen Muse des Glücks und der Feste, Thalia. Bald stellten sich an dem Gebäude technische und platzmäßige Mängel ein, sodass im Jahr 1906 erstmals Planungen zum Neubau eines Theaters begannen. Hinsichtlich der Standortfrage gab es Streitigkeiten: Die Stadt Saarbrücken wollte einen Neubau zwischen dem Ludwigsplatz und der Saar errichten, die Stadt St. Johann an der Saar präferierte einen Standort am späteren Beethovenplatz, während der Ortsverein des Bundes Deutscher Architekten den Standort des heutigen Staatstheaters auf der alten St. Johanner Bleiche vorschlug. Nach der Vereinigung der drei bis dahin selbständigen Saarstädte Saarbrücken, St. Johann a. d. Saar und Malstatt-Burbach im Jahr 1909 erweiterte Architekt Hans Peter Weszkalnys nochmals seinen Theaterbau von 500 auf 700 Plätze. Von 1919 bis 1922 war Heinz Tietjen am Saarbrücker Theater als Intendant tätig. Mit der Eröffnung des Baumgartenschen Gau-Theaters am St. Johanner Saarufer wurde das Thalia-Theater/Stadttheater in der Saarbrücker Stengelstraße ab dem Jahr 1938 zu einem Varieté-Theater umgewidmet.

### Einflussnahme der NSDAP
Konzerte fanden im Städtischen Saalbau am Neumarkt statt. Nachdem die NSDAP seit dem Jahr 1931 Ensemble- und Orchestermitglieder sowie den Intendanten Georg Pauly und den Generalmusikdirektor Felix Lederer aufgrund ihrer jüdischen Herkunft zunehmend angriff, verließen diese ihre Positionen. Lederer musste im Jahr 1935 nach dem Anschluss des Saargebietes an das Deutsche Reich wie alle übrigen jüdischen Theatermitglieder Saarbrücken verlassen. In der Festschrift zur Eröffnung des Saarbrücker Theaters im Jahr 1938 heißt es diesbezüglich:

„Eine weitere unerfreuliche Erscheinung war das Vordringen des Judentums in der Theaterkunst. Es war doch so, daß (sic) zeitweise der Intendant, der Generalmusikdirektor und ein Teil des Personals Juden waren. Daß (sic) diese Tatsache auch auf den Spielplan abfärbte, ist einleuchtend. Von dem Augenblick an, da der Nationalsozialismus die Macht im Reiche übernahm, marschierte das Saargebiet im Geiste mit den Volksgenossen im Reich.“

Zusätzlich zu seiner Entlassung erhielt Lederer von der Reichstheaterkammer ein Berufsverbot. Nur die Ehe mit seiner „arischen“ Frau Dora ermöglichte ihm in Berlin das Überleben der NS-Judenverfolgung unter schwierigen Bedingungen. Im Jahr 1952 dirigierte Felix Lederer schließlich im Alter von 75 Jahren das Jubiläumskonzert zum vierzigjährigen Bestehen des Saarbrücker Orchesters.
Adolf Hitler hatte am 1. Mai 1935, dem Tag des Anschlusses des Saargebietes/Saarlandes an das Deutsche Reich einen Theaterneubau als Anerkennung der „Treue des Saarvolkes“ in Aussicht gestellt. Mit der Umsetzung des Unternehmens beauftragte er Paul Baumgarten.

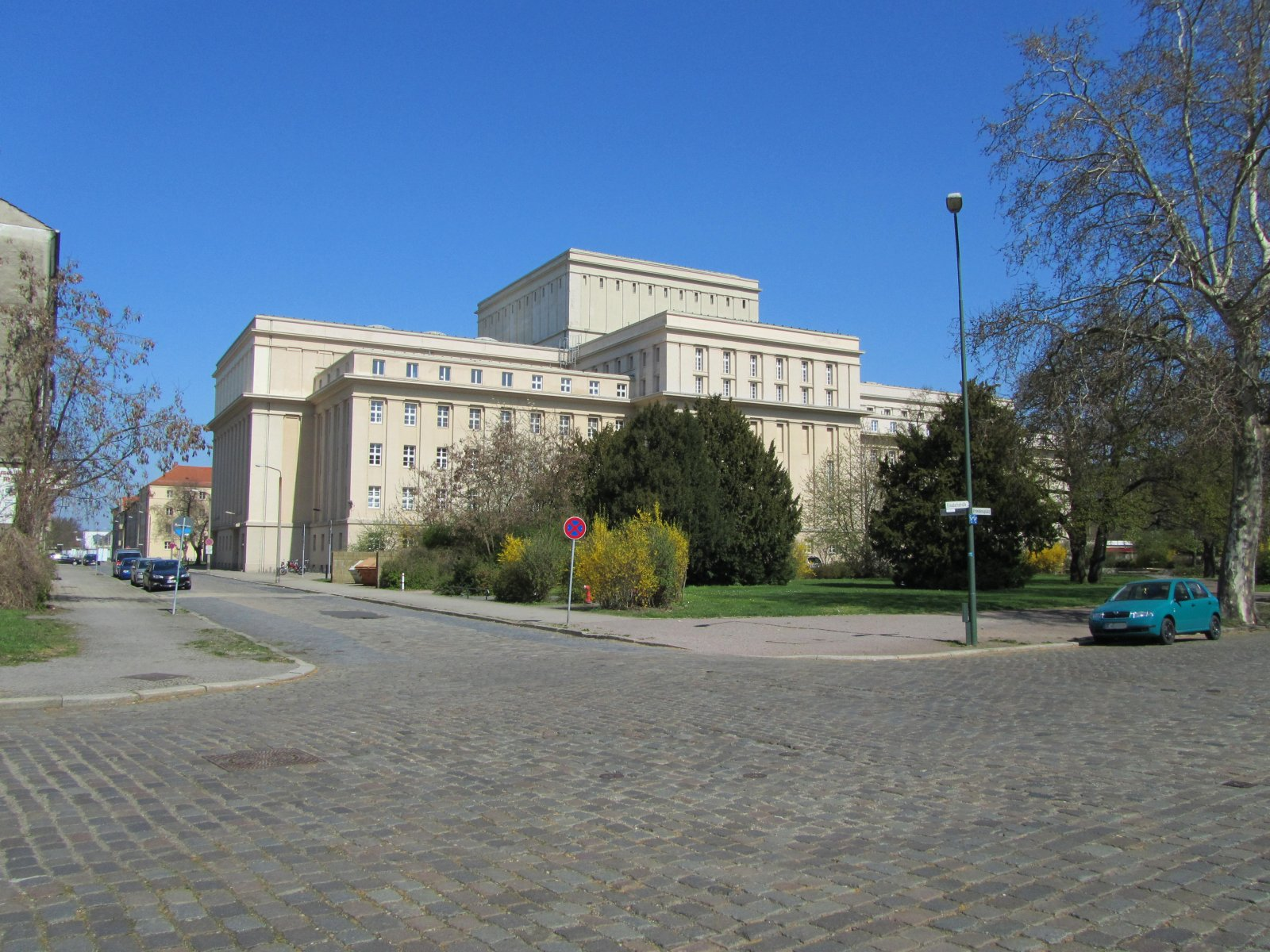
Dessau, Anhaltisches Theater, Seitenansicht, NS-„Parallelbau“ des Saarbrücker Theaters

Der Baumgartensche Theaterbau in Saarbrücken und das Theater Dessau wurden zur gleichen Zeit geplant, gebaut sowie eröffnet und weisen eine sich stark ähnelnde Formensprache auf. Allerdings sind die runden Formen des Saarbrücker Theaterbaues in Dessau ins Rechteckige umgeformt. Ebenso fehlen in Dessau die Schieferdächer, die das Saarbrücker Theater in fast behäbig-biedermeierlicher Manier in das altstädtische Umfeld St. Johanns einbinden.
Mit dem am 27. Juli 1936 eingeweihten Grenzlandtheater Zittau, dem heutigen Haus Zittau des Gerhart-Hauptmann-Theaters Görlitz-Zittau, sind die Theater Saarbrücken und Dessau die einzigen Theaterneubauten des sogenannten Dritten Reiches.

### Die Spielstätten

#### Das Staatstheater

##### Neubau des Gautheaters Saarpfalz

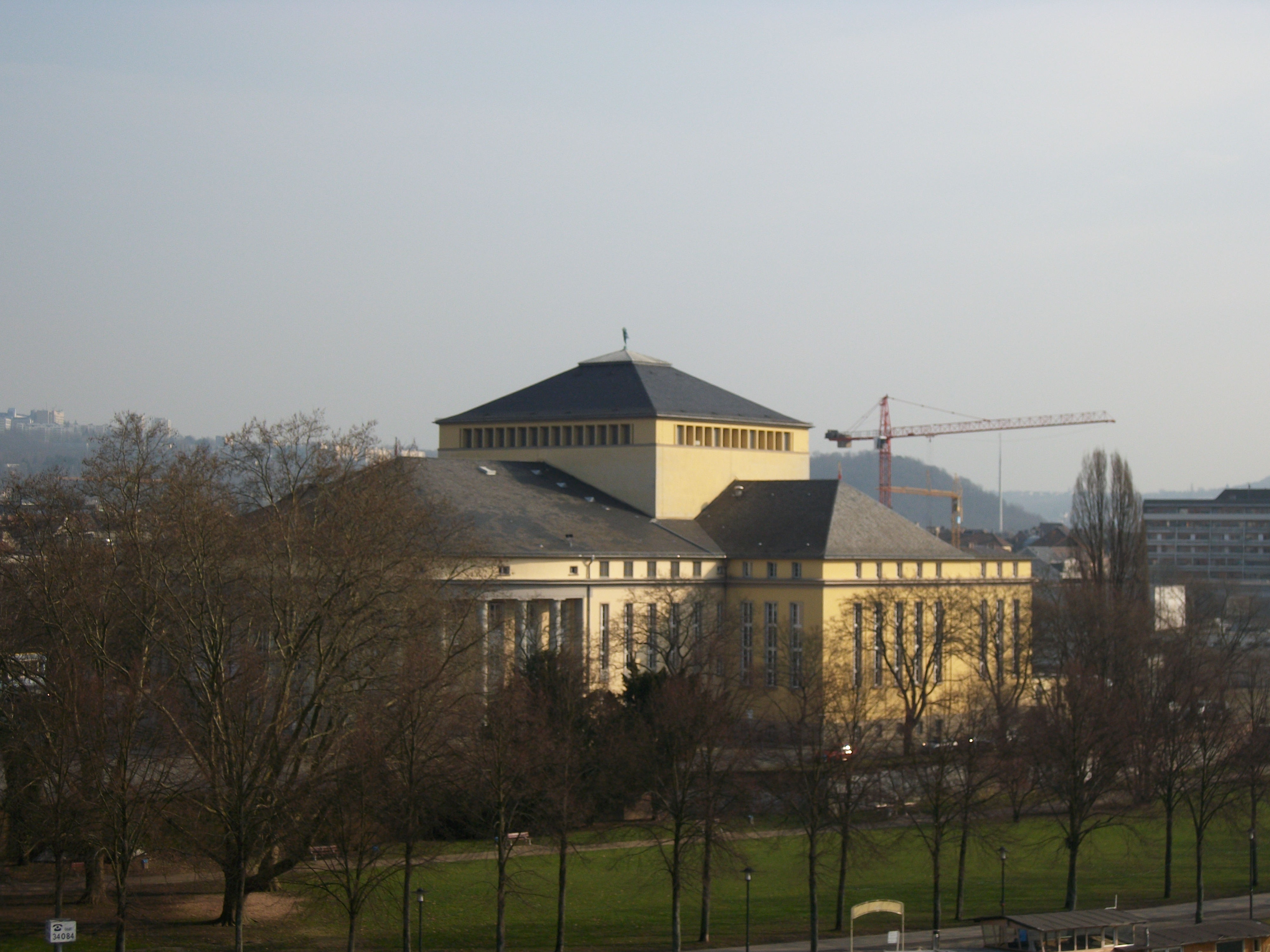
Staatstheater, Blick vom Schlossfelsen

Das Gebäude des heutigen Saarländischen Staatstheater in Saarbrücken wurde in den Jahren 1937 bis 1938 im Auftrag von Joseph Goebbels nach Entwürfen von Paul Otto August Baumgarten, einem der favorisierten Architekten Adolf Hitlers, im neoklassizistischen Stil erbaut. Bauplatz war das neu aufgeschüttete Areal der ehemaligen Bleichwiese im St. Johanner Gewann „Brückwiese“, südöstlich der Alten Saarbrücke aus dem 16. Jahrhundert.
Baumgarten brachte nach eigenem Bekunden beim Bau des Saarbrücker Theaters seine von ihm im Jahr 1935 gemachten Erfahrungen beim Umbau des Deutschen Opernhauses in Charlottenburg, das als Repräsentationsbühne des NS-Regimes schlechthin galt, mit ein. Mit seinen über 1100 Sitzplätzen war das Saarbrücker Theater von Baumgarten im Vergleich zu den großen Theaterbauten weltweit als Theater mittlerer Größe konzipiert. Örtlicher Stellvertreter von Baumgarten war der junge Architekt Heinz Petrall.
Die Bühneneinrichtung des Saarbrücker Theaters erhielt es durch Kurt Hemmerling. Die Plateaus der Bühne konnten mit Hilfe der Hydraulik bis zu drei Meter in die Höhe und Tiefe gehoben bzw. gesenkt werden. Hinsichtlich seiner Bühnentechnik mit Drehbühne gehörte der Neubau seinerzeit zu den modernsten Bühnen Europas. Offiziell war das „Gautheater Saarpfalz“ (auch „Grenzlandtheater Saarbrücken“ oder „Westmarktheater“ genannt) ein Geschenk Hitlers für das Ergebnis der Saarabstimmung von 1935 im Saargebiet. Mehr als die Hälfte der angegebenen Baukosten von 3.500.000 Reichsmark musste dann doch von der Stadt Saarbrücken selbst finanziert werden. Das Theater sollte nach dem Willen der NS-Machthaber an der Grenze des Deutschen Reiches ein kulturelles „Bollwerk deutscher Kultur in der westlichen Grenzmark des Reiches“ (gegen Frankreich) sein, wie Joseph Goebbels in der Festschrift zur Einweihung des neuen Theaters schrieb. Der Saarbrücker NS-Oberbürgermeister Fritz Schwitzgebel stufte gar das Saarbrücker Theater im Sinne einer quasi nationalsozialistischen Beeinflussungmaschine zusätzlich als Zentrum „kulturpropagandistischen Wirkens“ ein, in dem man den „fanatischen Willen zur Einsatzbereitschaft“ schulen wolle. Die hoffnungsvolle Saarbrücker Theatertradition unter Fürst Ludwig von Nassau-Saarbrücken und das künstlerische Leben an der Saar sei durch die „Zerstörungswelle der französischen Revolution“ auf Jahrzehnte hin vernichtet worden. Erst „nach der Vertreibung der Franzosen nach den Freiheitskriegen und nach dem Anschluß (sic!) der Saarstädte an Preußen“ seien wieder die schöpferischen Kräfte erwacht. Nach einer Zeit der schädlichen fremdländische Einflüsse, des zersetzenden Liberalismus, einer Zeit der ungezügelten Stillosigkeit, der Trennung des Saarlandes vom Reich unter dem Regime einer deutschfeindlichen internationalen Regierungskommission habe Adolf Hitler mit dem Bau des Saarbrücker Theaters schließlich für das Saarland eine neue Epoche deutschen Kulturwirkens eingeleitet, durch die das Grenzlanddeutschtum wirksam geschützt sei. Das neue Theater sei Ausdruck des Selbstbehauptungswillens der saarländischen Grenzlandbevölkerung, die nun zu einer Frontgemeinschaft und zu einer klassenüberschreitenden Volksgemeinschaft zusammengeschweißt werde.
Baumgarten war am 4. Dezember 1935 anlässlich der Einweihung des Reichssenders Saarbrücken durch Innenminister Joseph Goebbels offiziell als Architekt genannt worden. Am 12. Dezember 1935 besichtigte Baumgarten erstmals die Baustelle auf der St. Johanner Bleichwiese am rechten Saarufer. Am 23. März 1936 legte er die Baupläne zur Überprüfung vor. Die Stahlkonstruktion wurde ab April 1937 auf dem Fundament montiert. Die Montagearbeiten schritten schnell voran, sodass am 16. September 1937 bereits das Richtfest gefeiert werden konnte.
Am 9. Oktober 1938 wurde der Theaterneubau in Anwesenheit Adolf Hitlers, Joseph Goebbels’ und Heinrich Himmlers mit einer Aufführung der Oper Der fliegende Holländer von Richard Wagner in glanzvollem Rahmen eingeweiht. Am Vormittag des Tages lud Joseph Goebbels in seiner Funktion als Ressortminister zu einer nationalsozialistischen Weihestunde, in der er dem neuen Theatergebäude den Namen Gautheater Saarpfalz gab. Der Eröffnung vorangegangen war die sogenannte „Gaukulturwoche Saarpfalz“, die vom 1. bis zum 9. Oktober 1938 stattfand. In größeren und kleineren Städten der Pfalz von Ludwigshafen bis Saarbrücken fanden nationalsozialistisch geprägte Feierlichkeiten statt, die mit der Eröffnung des Saarbrücker Theaters ihren Abschluss und Höhepunkt fanden. Dabei lag ein besonderer Schwerpunkt auf der Einbindung kultureller Gruppen und Künstler der neu angeschlossenen Ostmark.
Erster Intendant des Saarbrücker Theaters wurde Bruno von Niessen, der anlässlich der Theatereröffnung meinte:

„Der vollendete Bau des neuen Theaters fordert seine innere Gestaltung: Eine zum Fanatismus gesteigerte Hingabe aller am Werk Beteiligten. Vorhang auf im Gautheater Saarpfalz! Heil unserem Führer.“

Generalmusikdirektor war Heinz Bongartz. Das Bühnenbild der ersten Aufführung hatte der Dresdner Bühnenbildner Adolf Mahnke (1891–1959) entworfen. Die Schauspieler durften sich auf Anweisung der Intendanz nach der Aufführung nicht verbeugen, sondern mussten den ersten Applaus des Publikums mit dem sogenannten Deutschen Gruß erwidern.

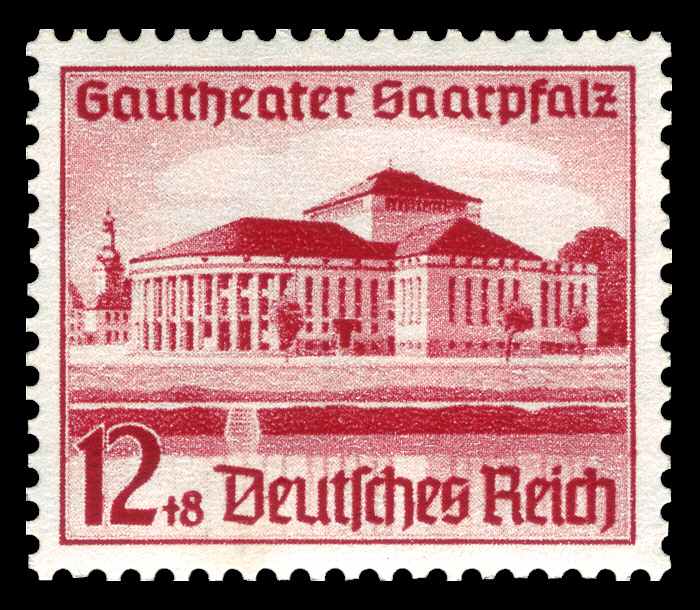
Deutsche Reichspost, 1938, Gautheater Saarpfalz

Zu der Massenkundgebung mit einer durch den Reichssender Saarbrücken deutschlandweit übertragenen Rede Hitlers bei strahlendem Wetter auf dem fahnengeschmückten sogenannten Befreiungfeld (zwischen der Straße des 13. Januar und der Bismarckstraße) anlässlich der Einweihung wurden 30 Sonderzüge mit NS-Parteigenossen nach Saarbrücken beordert und neun Bergarbeiterzüge aus dem ganzen Saarland dazugesellt. Wenige Tage nach der Unterzeichnung des Münchner Abkommens nütze Hitler den Anlass, um in seiner Saarbrücker Rede in rüdem Ton die britische Regierung unter Premierminister Neville Chamberlain zu provozieren und die britische Appeasement-Politik der Lächerlichkeit preiszugegeben, indem er die Außenpolitik Londons als aggressiv brandmarkte und herausfordernd betonte, dass die Regierung des Deutschen Reiches zwar den Frieden wolle, sich aber nicht mehr länger demütigen lassen würde. In diesem Zusammenhang kündigte Hitler mit dem „Aachen-Saar-Programm“ den Ausbau des Westwalles an.  Als sichtbares kulturelles Bollwerk des Deutschtums im Westen, als „Burg im Westen“, wurde dabei auch das neue Theater in Saarbrücken inszeniert. Der Gaukulturwart des Gaues Westmark Kurt Kölsch rief die Theaterschaffenden in einem emphatischen Prolog zu enthusiastischen Schaffen für die nationalsozialistische Idee auf:

„Einer rief uns zum Streite, zum Kämpfen und Siegen, sieh, und der Eine schreitet uns selber voran. Brause, du Adler, über den Hängen der Heimat, brause von Westen nach Osten und wieder zum Ufer der Saar! Siehe, wir opfern uns freudig dem künftigen Frieden und unser Spielen wird Arbeit und unsere Arbeit Gesang.“

Die maßgeblichen NS-Politiker, der faschistische italienische Kulturpolitiker Nicola de Pirro, die gleichgeschalteten Intendanten der Theater der deutschen und der frisch angeschlossenen österreichischen Theater wie etwa Heinz Tietjen, Clemens Krauß, Wilhelm Rode, Willi Hanke, Lothar Müthel, Eugen Klöpfer, Heinz Hilpert, Heinrich Karl Strohm, Hermann Abendroth, Carl Schuricht, Friedrich Bethge, Eberhard Wolfgang Möller, Hans Severus Ziegler, Rudolf Krasselt, Hans Knappertsbusch oder Walter Bruno Iltz sowie weitere Kulturschaffende wie etwa Franz Lehár, Elly Ney, Theo Mackeben, August Hinrichs, Josef Wenter, Juliane Kay, Sigmund Graff, Hans Knudsen, Artur Kutscher, Ermanno Wolf-Ferrari, Norbert Schultze oder Nico Dostal sendeten erwünschte propagandistische Grußadressen, die gleichermaßen Ergebenheitsadressen an Hitler waren. So schrieb etwa Ulrich Bettac vom Wiener Burgtheater:

„Wenn das Burgtheater auf 162 Jahre als Deutsches Nationaltheater zurücksehen darf, so geschieht es auch im dankbaren Bewusstsein, dass sich gerade in einem Grenzland das Theater an der Größe seiner Sendung zu höchster Erfüllung zu steigern vermag. In diesem Sinne richtet das Wiener Burgtheater als Vorposten deutscher Theaterkunst in der Ostmark an das vor eine gleiche Aufgabe gestellte neu Führertheater in Saarbrücken seine Grüße und versichert es seiner herzlichen Verbundenheit in den von unserem Führer gewiesenen Zielen.“

In ähnlicher Weise äußerte sich Karl Böhm, Direktor der Sächsischen Staatsoper Dresden (Semperoper):

„Die gesamte großdeutsche Theater- und Musikwelt wird es unserem Führer zutiefst zu danken wissen, daß (sic) er mit seinem Geschenk an das Saarland, dem neuen Theater in Saarbrücken, der deutschen Kunst ein neues Heim geschaffen hat. In dieser Tat spiegelt sich erneut aufs eindrucksvollste (sic) der Geist unseres neuen Deutschland und seines Begründers. Nach der inneren und äußeren Befreiung und Sicherung unserer Heimat zieht nun auch die Kunst, in deren Pflege und liebevoller Betreuung der Nationalsozialismus seine höchste Aufgabe sieht, in das Volk ein, um an dessen geistiger Erneuerung durch die Vermittlung alten und neuen wertvollen Kulturgutes mitzuarbeiten. Möge es dem Theater zu Saarbrücken, dem als äußersten Vorposten im Westen noch die besonders ehrenvolle Aufgabe zukommt, ein Bollwerk deutscher Kultur zu bilden, vergönnt sein, sich zum Heile deutscher Art und Kunst frei und ungestört entfalten zu können.“

Die Deutsche Reichspost gab anlässlich der Einweihung des neuen Theaters Briefmarken mit dem Motiv des Theaterneubaues mit den Werten 12+8 in Rot, sowie 6+4 Pfennige in Grün heraus, deren Zuschläge dem „Kulturfonds des Führers“ zuflossen. Dieser war im Jahr 1937 gegründet worden und stand Hitler zu seiner persönlichen Verfügung und unterlag keiner wie auch immer gearteten Kontrolle. Die so zugeflossene Summe musste nicht versteuert werden und ihre Verwendung unterlag keiner Rechtfertigung. Man schätzt, dass bis 1945 auf diese Art aus Briefmarken an die 60 Millionen Reichsmark Hitler persönlich zugutekamen. Es gab auch einen Sonderstempel „Saarbrücken – Eröffnung des Gutheaters Saarpfalz Saarbrücken“.

##### Architektur

###### Vorplatz
Zur Schaffung eines weiträumigen Vorplatzes vor dem Theater wurden Anfang des Jahres 1936 mehrere Häuser in der Schillerstraße abgerissen und mehrere Bögen der Alten Brücke zugeschüttet. Dies hat bis zum heutigen Tage fatale Folgen, wenn bei Hochwässern der Saar die Wassermassen an der Brücke eine Engstelle passieren müssen und sich nicht mehr auf das Areal der alten Bleichwiese ausdehnen können. Auf den Wunsch Hitlers hin wurde das barocke Gebäude der Kabléschule nicht abgerissen, sondern restauriert, und diente optisch dazu, dass der Betrachter die geradezu zierliche Schule als zwergenhaften Maßstab des großdimensionierten, staunenerregenden Theaterneubaues wahrnahm. Die Kabléschule war im Jahr 1888 von Amalie Kablé (1857–1934) in der St. Johanner Futterstraße gegründet und im Jahr 1896 an den aktuellen Theaterplatz verlegt worden. Die beiden Barockhäuser mit Mansardendächern waren im 19. Jahrhundert durch einen klassizistischen Mitteltrakt mit Dreiecksgiebel zu einem schlösschenartigen Anwesen verbunden worden. Ab dem Jahr 1920 war im Gebäude die französische Grubenverwaltung, ab 1935 die Reichsfinanzverwaltung untergebracht. Im Zweiten Weltkrieg wurde das Gebäude weitgehend zerstört. Nach der Trümmerberäumung befindet sich hier eine Grünanlage.

###### Äußeres

Architektonische Inspirationsquellen des Saarbrücker Theaters
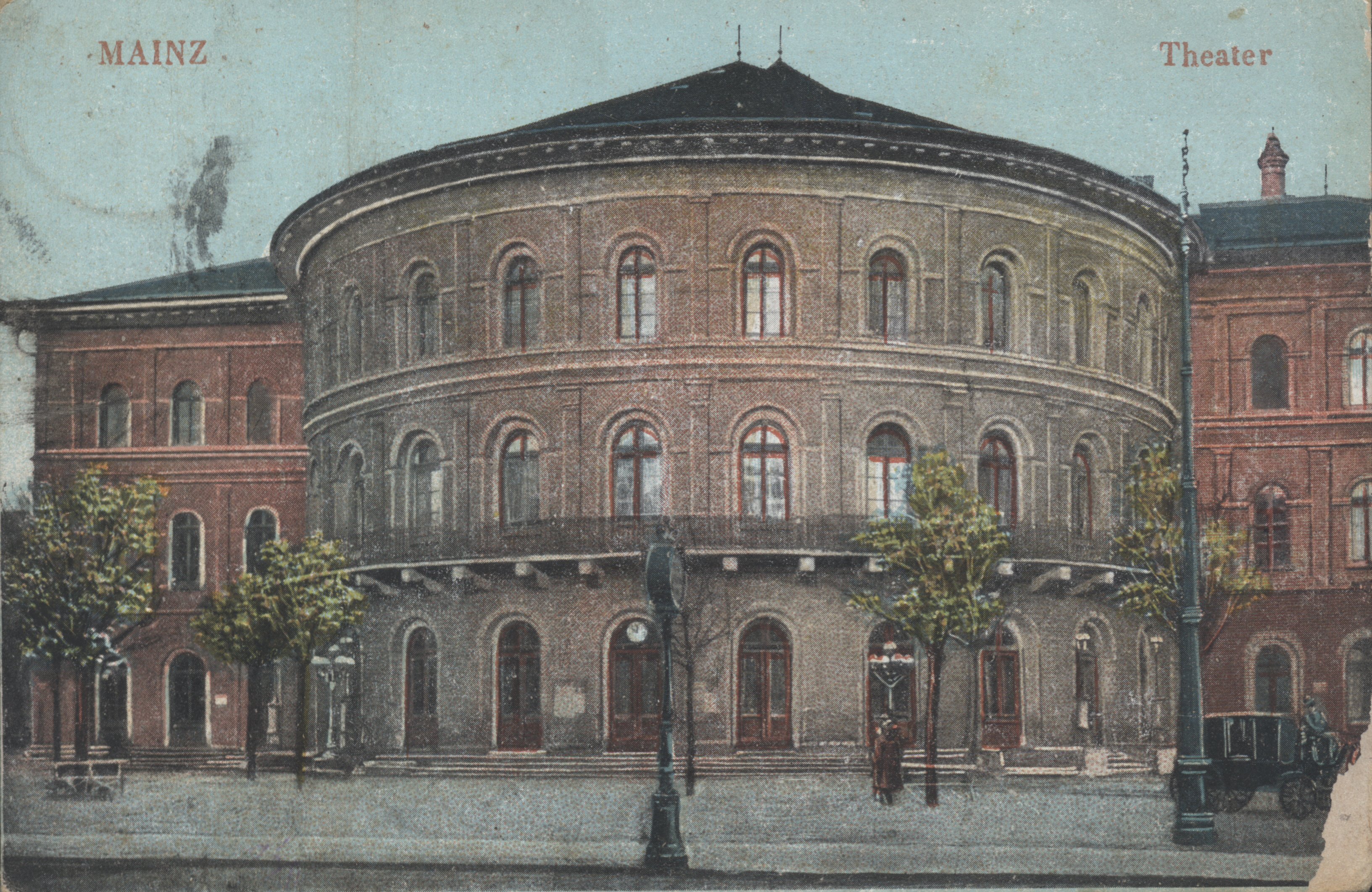
Theater Mainz, Mollerbau vor dem Umbau von 1910
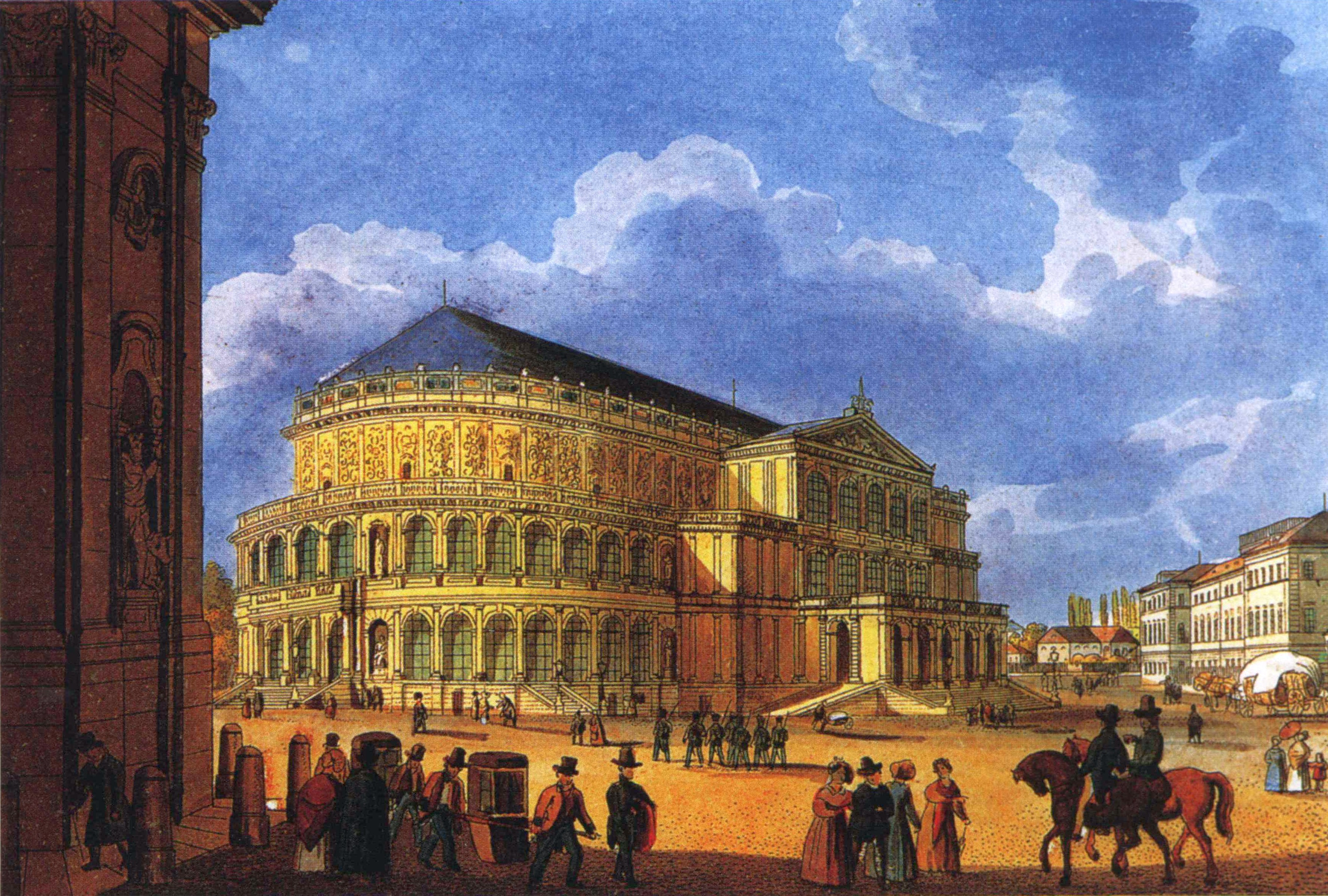
Das erste Opernhaus Sempers in Dresden als architektonisches Vorbild des Saarländischen Staatstheaters
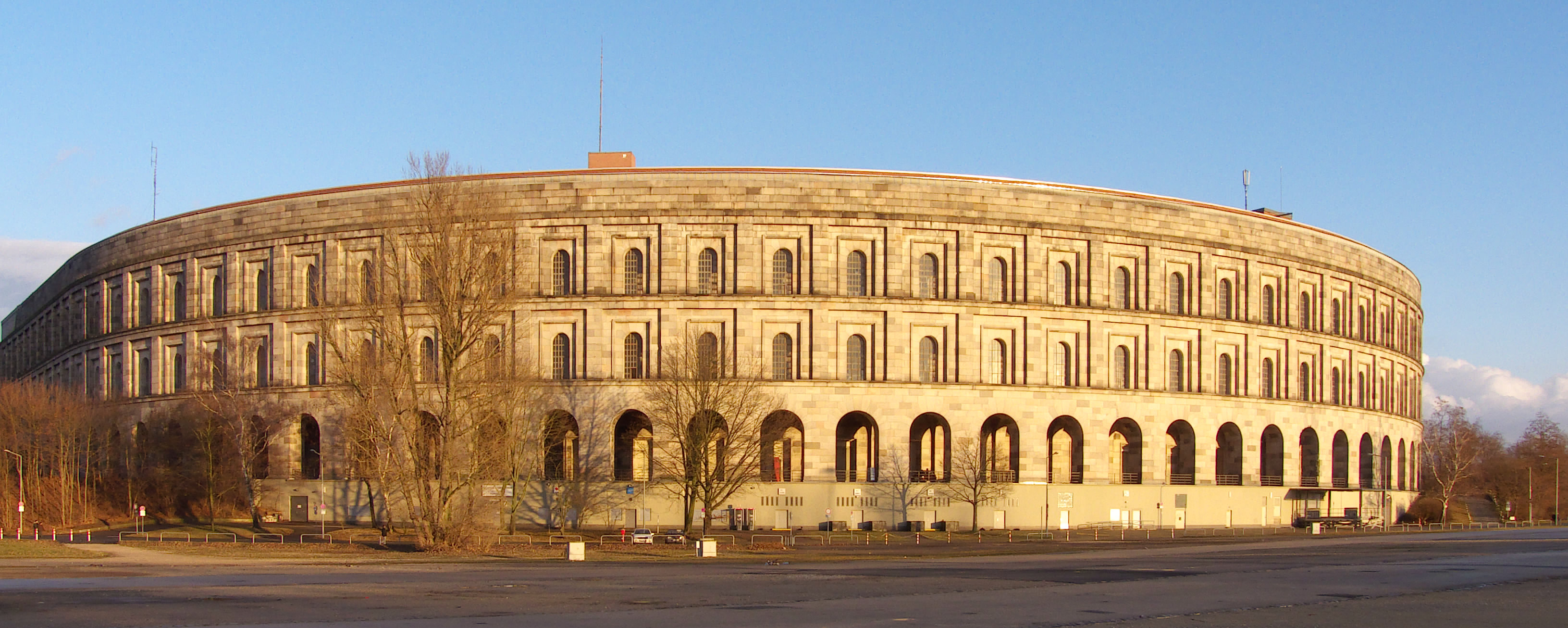
Nürnberg, Reichsparteitagsgelände, Kongresshalle
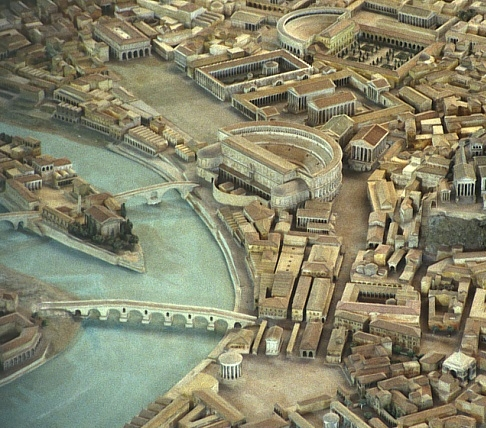
Rom, Modell des Marcellustheaters
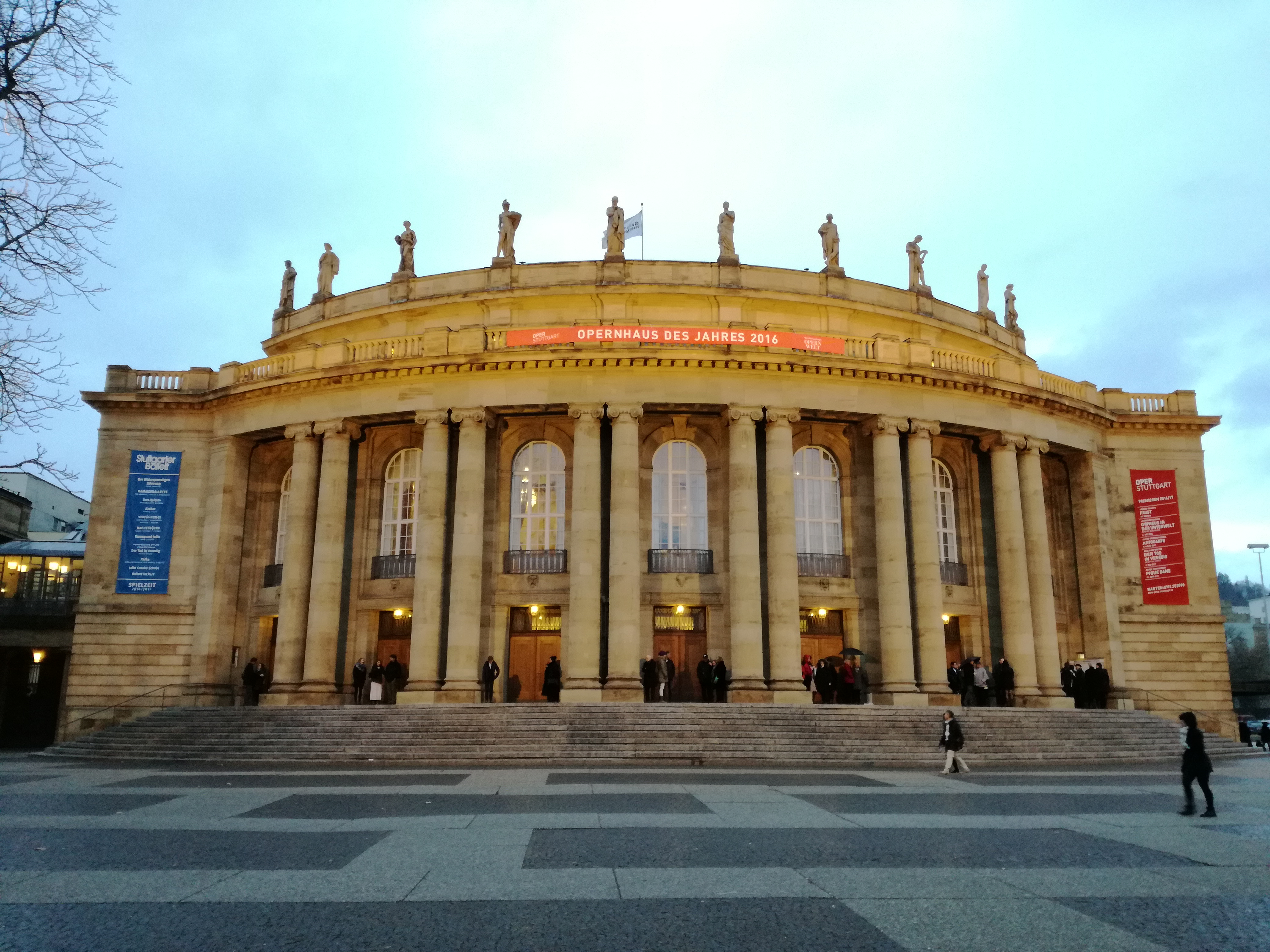
Opernhaus Stuttgart mit Kolossalsäulen-Fassade
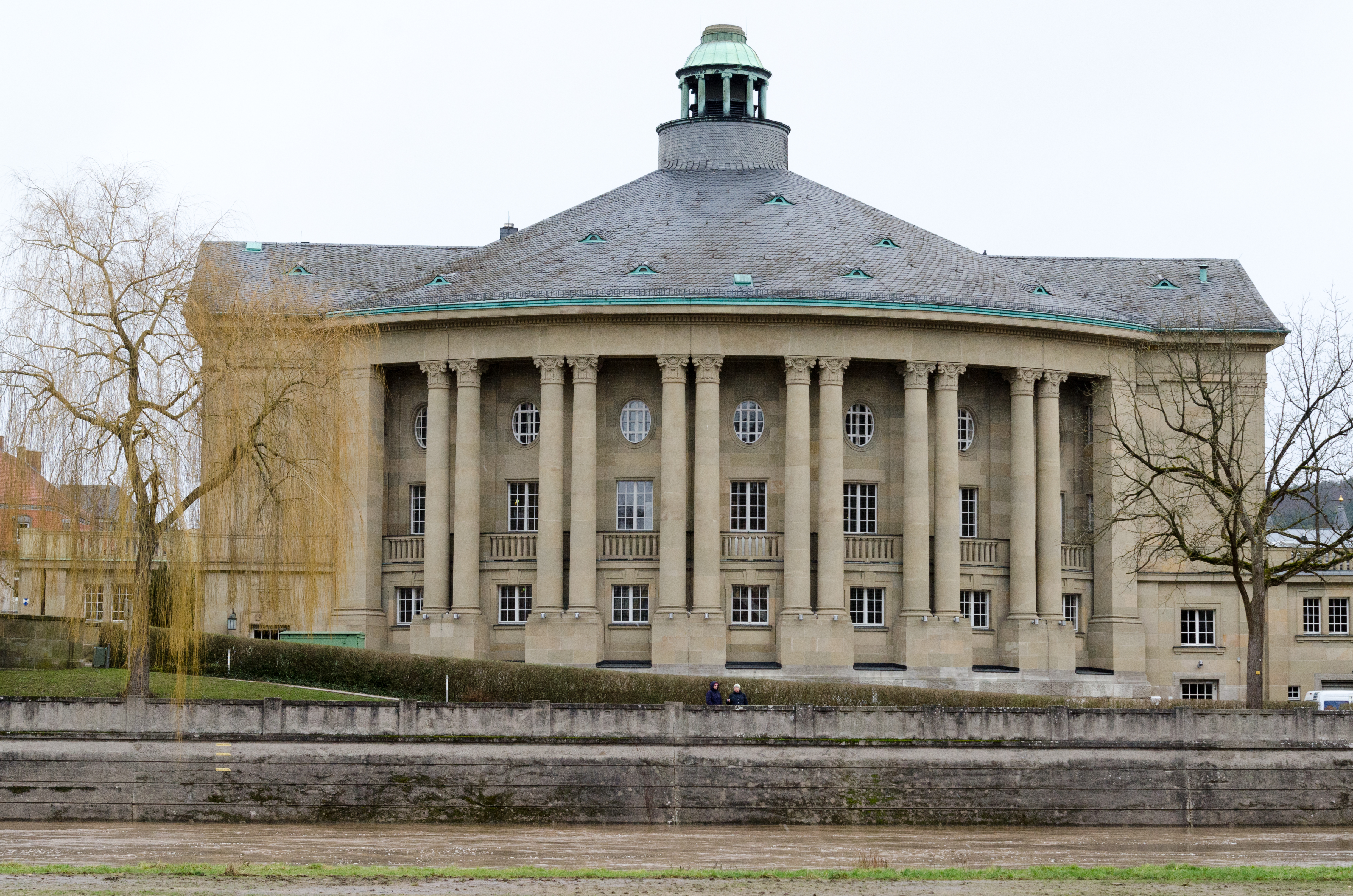
Regentenbau Bad Kissingen
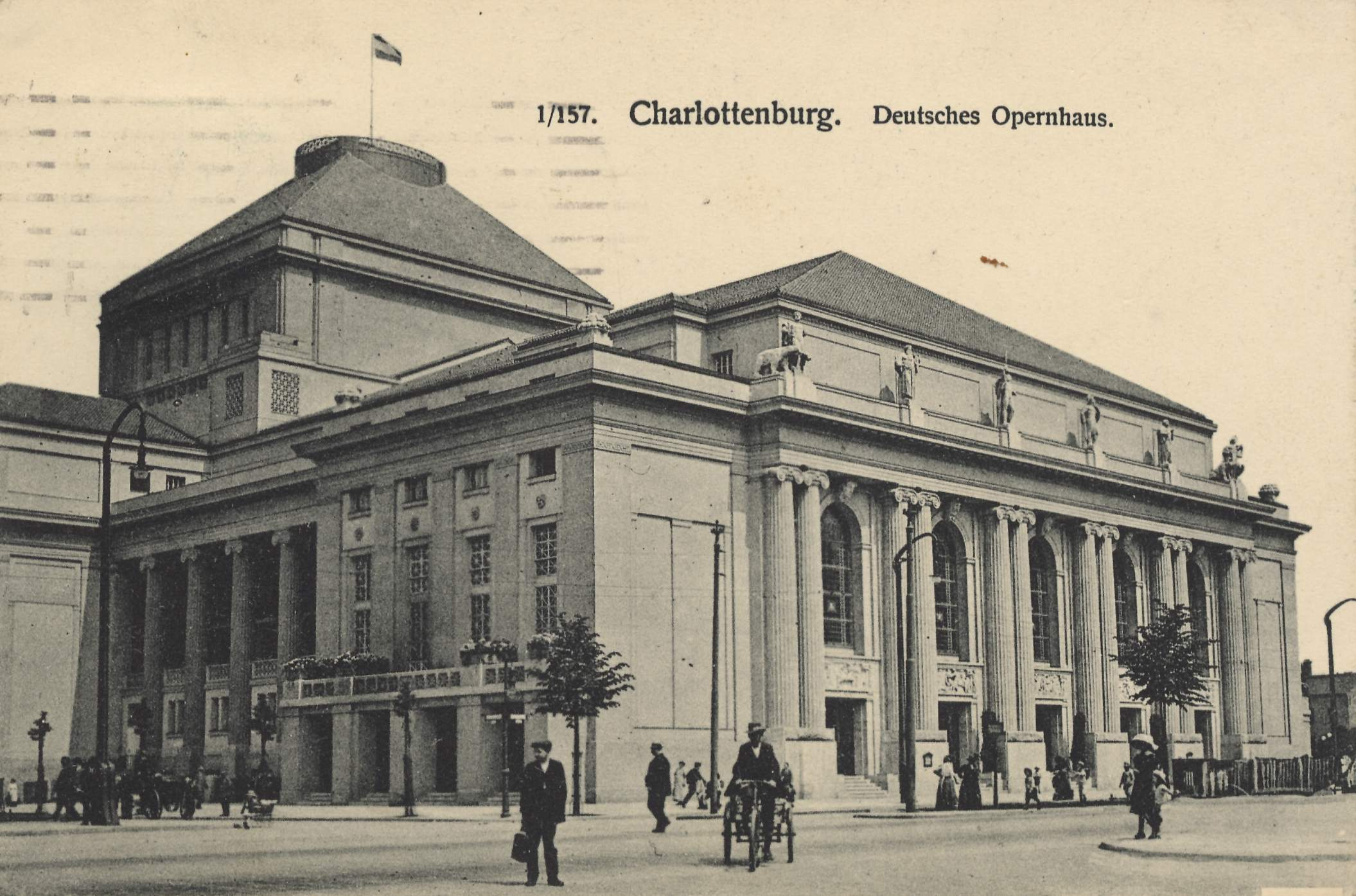
Deutsches Opernhaus Berlin-Charlottenburg mit Kolossalsäulen

Die bereits seit dem Jahr 1906 bestehenden Pläne, ein neues Theater zu errichten, hatten im Jahr 1908 dazu geführt, dass der renommierte Kölner Architekt Carl Moritz Pläne für eine neue Spielstätte an der Saar entwarf. Die Umsetzung im Vorfeld des Ersten Weltkrieges scheiterten jedoch aufgrund von Geldmangel. So kam es erst im Jahr 1925 zur Neuentwicklung von Plänen durch den städtische Baurat Walther Kruspe. Vorbild des neuen Theaters war das Königliche Hoftheater Dresden, das durch Gottfried Semper von 1838 bis 1841 errichtet worden war, im Jahr 1869 vollständig ausbrannte und im Gefolge durch die aktuelle Semperoper ersetzt wurde. Allerdings hatte bereits vor Gottfried Semper der Darmstädter Hofbaumeister Georg Moller in Anlehnung an das Kolosseum in Rom in den Jahren 1829 bis 1833 beim Großherzoglichen Nationaltheater in Mainz das Halbrund des Zuschauerraumes als baugestalterisches Element eingesetzt. Die Gestaltung des Saarbrücker Theaterhalbrundes mit Kolossalsäulen könnte von der Eingangsfassadengestaltung der Stuttgarter Staatsoper inspiriert sein, die in den Jahren 1909 bis 1912 von Max Littmann entworfen worden war (ähnlich auch die Rückfront des von Littmann in den Jahren 1911 bis 1913 errichteten Regentenbaues in Bad Kissingen). Littmann hatte allerdings hier Säulenpaare nach dem Vorbild der Ost-Fassade des Pariser Louvre verwendet. Architekt Baumgarten orientierte sich nach eigenem Bekunden bei der Erstellung der Pläne für Saarbrücken auch an dem von ihm umgebauten Deutschen Opernhaus in Berlin-Charlottenburg, das ursprünglich nach den Plänen von Heinrich Seeling in den Jahren von 1911 bis 1912 errichtet worden war. Die Kolossalsäulen der Charlottenburger Theaterfassade könnten somit ebenfalls als Inspirationsquelle für die äußere Gestaltung des Saarbrücker Halbrundes gedient haben. Allerdings hatte Baumgarten Kolossalsäulen zur Rahmung hochrechteckiger Fenster als Fassadengestaltung bereits im Jahr 1909 bei der Errichtung der Liebermann-Villa in der Villenkolonie Alsen verwendet. Dabei bezog sich Baumgarten auf den im Jahr 1790 durch Christian Frederik Hansen errichteten Mitteltrakt des Landhauses J. C. Godeffroy, ein klassizistisches Landhaus an der Elbchaussee in Hamburg-Nienstedten. Denkbar ist auch die nach den Plänen von Oskar Kaufmann in den Jahren von 1913 bis 1914 errichtete Kolossalsäulenfassade der Volksbühne Berlin als Inspirationsquelle Baumgartens.
Am Modell Knuspes für das neuzuerrichtende Saarbrücker Theater orientierte sich Baumgartner hinsichtlich der architektonischen Kubatur in den 1930er Jahren stark. Das denkmalhaft isolierte Gebäude Baumgartens, das auf einer 2,50 m starken eisenarmierten Betonplatte steht, war hinsichtlich seiner Putzflächen in rötlichen Farbton gestrichen, während die ursprünglich kannelierten Säulen des Halbrunds aus hellem saarländischen Sandstein steinsichtig blieben. Der Stahlskelettbau wurde von der Saarbrücker Firma Seibert Stahlbau ausgeführt, die Steinarbeiten führte die Saarbrücker Niederlassung des Essener Hochtief-Baukonzerns durch. Im Zentrum der Anlage erhebt sich der quadratische Bühnenturm mit seinem Pyramidendach. Die als Abluftabzug dienende Pyramidenspitze in einer Höhe von über 31,50 m mit der Plastik einer tanzenden nackten Frau des aus Hannover stammenden Bildhauers Carl/Karl Nacke kann 1,50 m hochgefahren werden. Die Figur, deren Schleier sich im Wind bauscht, ist 1,65 m hoch und stellt Terpsichore, die Muse der Chorlyrik und des Tanzes, dar. Davor liegt der U-förmige Zuschauerraum mit seinen Foyers. Das U-Form-Motiv des Zuschauertraktes des Saarbrücker Theaters war auch beim Prestigeprojekt der Kongresshalle auf dem Nürnberger Reichsparteitagsgelände durch die beiden Nürnberger Architekten Ludwig und Franz Ruff zur Anwendung gekommen, mit deren Bau im Jahr 1935 begonnen worden war. Letztlich beziehen sich Semper, Baumgarten als auch Ludwig und Franz Ruff mit ihrer U-Form auf das antike Marcellustheater in Rom, das um die Jahre von Christi Geburt herum im Auftrag von Kaiser Augustus errichtet worden war.
Die Seitentrakte sind asymmetrisch angefügt und beherbergen Werkstätten, Magazine, Garderoben und Seitenbühnen. Die Untergliederung der Seitenbauten durch unterschiedliche Dächer bindet das Gebäude optisch in die verwinkelte Dachlandschaft der St. Johanner Altstadt ein. Im Gegensatz dazu verleihen die Freitreppe, die die Eingangsfront umläuft, und die 18 ursprünglich kannelierten Säulen dorischer Ordnung aus hellem Sandstein dem Gebäude einen gebieterischen Charakter. Ursprünglich befand sich auf dem heute leeren Friesband zwischen dem umlaufenden Gesims und der Dachtraufe in typischer nationalsozialistischer Manier eine Metall-Plastik des Reichsadlers mit weitgespreizten Schwingen und dem Hakenkreuz im Eichenkranz in seinen Fängen. In den übrigen Trakten ist dieses Friesband durch kleine Fenster durchbrochen. Ähnlich geschieht dies am Bühnenturm. Hier reihen sich allerdings die Fenster zu ganzen Bändern.

###### Zuschauerraum
Insgesamt war der verkleidete Stahlskelett-Bau mit seiner Guckkastenbühne (Höhe: 8 m, Breite: 12 m), den Rängen und der zentralen Führer-Loge mit ihrer üppigen Samtdrapierung stark von der Gestaltung barocker oder klassizistischer Hoftheater inspiriert. Die Führerloge war von jeweils fünf kleineren, zurückgesetzten Logen flankiert. Allerdings ist der Innenraum mit seinen stützenlosen, schwingenden Balkonen auch von der modernen Theaterarchitektur des 20. Jahrhunderts, wie etwa dem Zuschauerraum Théâtre des Champs-Élysées von Auguste Perret und Henry van de Velde (1911 bis 1913), inspiriert als auch von der Innenraumgestaltung der Kinopaläste der 1930er Jahre.
Baumgarten lehnte eine Gliederung des Zuschauerraumes als steil ansteigendes Amphitheater ab. Für ihn wirkte diese als akustisch nachteilig und zu wenig repräsentativ. In seinem Artikel „Neue Theaterbauten in Saarbrücken und Berlin“ in der NS-Kunstzeitung „Die Kunst im Dritten Reich“ schreibt er darüber hinaus, dass diese Sitzanordnung „durch die angebliche Gleichberechtigung aller Sitze‚ das demokratische Prinzip gleichsam verkörpere‘“. Damit war in einer Zeit der Diktatur, die die demokratische Staatsform als Epoche des Chaos und des gesellschaftlichen Verfalls vehement brandmarkte, das stärkste Argument gegen die Konzeptionierung des Zuschauerraumes als steil ansteigendes Amphitheater, wie es etwa beim in den Jahren 1900 bis 1901 durch Max Littmann errichteten Prinzregententheater in München zum Tragen gekommen war, ausgesprochen. Die Baumgartensche Führerloge in Saarbrücken mit ihrer hakenkreuzverzierten Brüstung, der roten Samtdrapierung, den barockisierenden, samtbezogenen Fauteuils und ihrem vorgelagerten Logensalon hätte sich darüber hinaus auch nicht in Einklang mit einer demokratisch intendierten amphitheatralischen Anordnung des Zuschauerraumes bringen lassen können. Den fensterlosen Saarbrücker Logensalon gestaltete Baumgarten ähnlich dem in Berlin mit Kristalllüstern, stoffbespannten Wandflächen in hochglänzender Holzrahmung und barockisierenden Polstermöbeln in der Art von intimen Séparées oder barocken Kabinetten.

###### Bühne

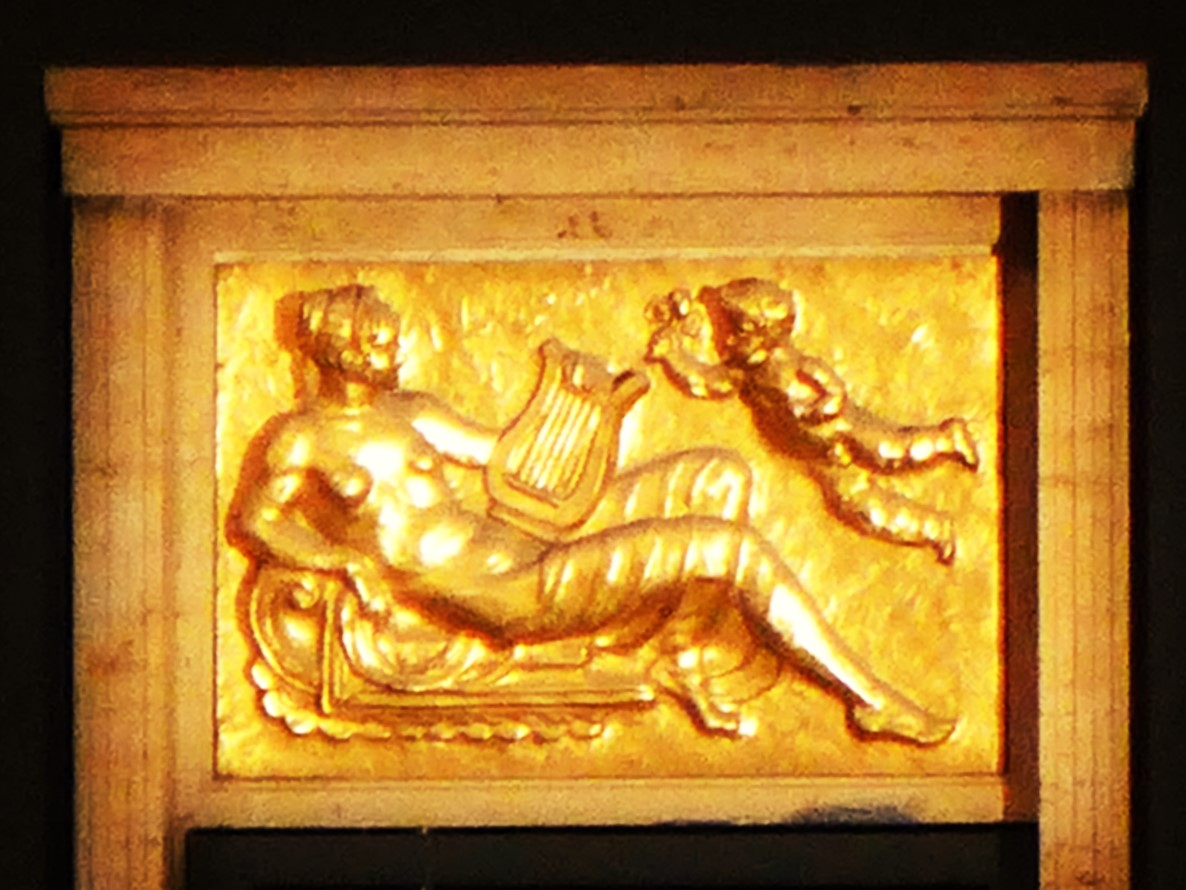
Proszeniumslogenrelief, Allegorie der Musik, des Tanzes und der Oper
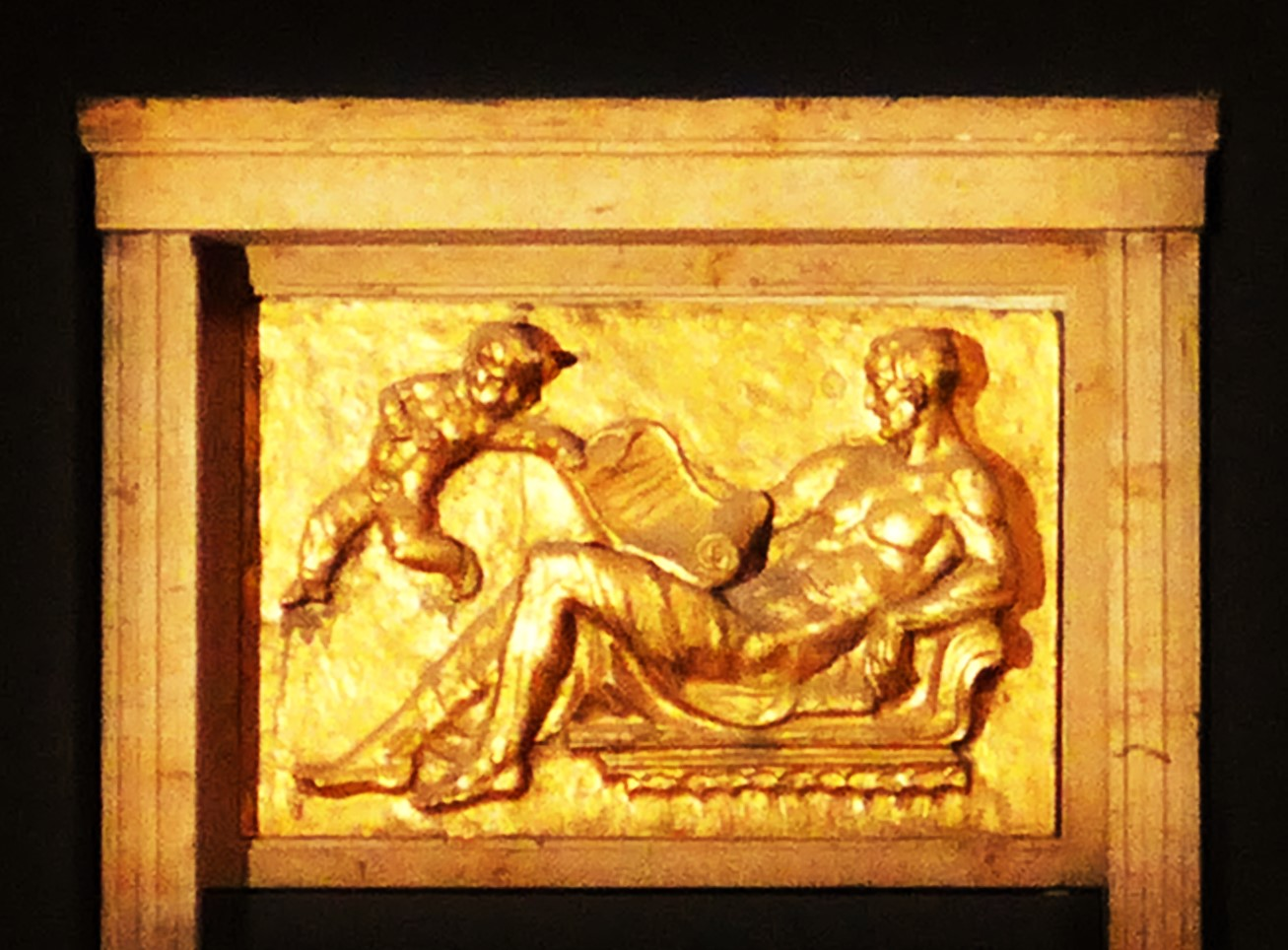
Proszeniumslogenrelief, Allegorie der Textdichtung und des Schauspiels

Der Bühnenboden des Saarbrücker Theaters weist eine Breite von 56 m und eine Tiefe von 38 m auf. Vom Schnürboden unter der Bühenkuppel bis hinunter in die Podiengrube sind es 34 m. Die rechte Seitenbühne hat eine Fläche von 257 m², die linke Seitenbühne 256 m². Die Hinterbühne ist 208 m² groß. Die Drehscheibe hat einen Durchmesser von 16 m. Die Gesamtfläche der Bühne beträgt 1315 m². Der ganze Bühnentrakt ist von seinen Maßen um das Dreifache größer als der vom Publikum einsehbare Bühnenraum.
Die goldfarbenen Reliefs des von vier Kolossalsäulen gerahmten Proszeniums zeigen links -als Allegorie der Musik, des Tanzes und der Oper – eine liegende nackte Frau mit Harfe, der ein Putto drei Blüten überreicht. Im rechten Relief ist – als Personifikation der Textdichtung und des Schauspiels – ein liegender nackter Mann zu sehen, dem ein Putto ein Manuskript übergibt. Die beiden flankierenden Proszeniumslogen sind aktuell mit Beleuchtungskörpern befüllt und dienen nicht mehr dem bühnennahen Ansehen der Darbietungen.

###### „Ehrenhalle“
In der als „Ehrenhalle“ bezeichneten Wandelhalle, bei der samtverhangene, stark hochrechteckige Sprossen-Fenster mit vertikal geordneten Sprossen-Spiegeln abwechselten, befand sich ein überlebensgroßes Gemälde Adolf Hitlers von Franz Graf, darüber die Bronzeplastik des NS-Reichsadlers. Zahlreiche Kristalllüster an Decken und Wänden verbreiteten leuchtenden Glanz. Das Motiv der Kombination von hochglänzendem Parkett und ebensolchem Stein, lichtspendenden Fenstern und reflektierenden Spiegeln – beide in Sprossenunterteilung – sowie glitzernder Kristalllüster ist deutlich vom berühmten Spiegelsaal im Schloss von Versailles her inspiriert. Die Foyers legen sich um den hufeisenförmigen Zuschauerraum mit Parkettfläche und zwei Rängen. Die Wände der Treppenhäuser und Vorräume verkleidete Baumgarten mit hochglanzpoliertem Kalkstein. Die Böden wurden mit Tafelparkett belegt. Im Zentrum der Kuppel des Zuschauerraumes ließ Baumgarten einen großdimensionierten Bleikristall-Lüster anbringen, der mit reflektierendem silberfarbenen Metall hinterlegt wurde. Baumgarten reduzierte hier aus Gründer der besseren Sichtverhältnisse die übliche längliche Birnen-Form klassizistischer Lüster auf die untere Halbkugel. Das umlaufende Deckengesims des Zuschauerraumes ist mit verdeckten Beleuchtungskörpern ausgestattet, die optisch die Decken zum Schweben bringen. Das Gestühl ließ Baumgarten in warmem Rot beziehen, die Wandvertäfelungen waren aus rotem tropischem Mahagoniholz angefertigt. Die Balkonbrüstungen wiesen eine Färbung in den Tönen Elfenbein und Gold auf. Die Wände des ersten und zweiten Ranges waren in lichtem Braun gestrichen. Die Decke war ursprünglich in hellem weiß gehalten. Die zahlreichen Plastiken und Reliefs der Rangbrüstungen mit ihrer vergoldeten Kannelierung entsprachen der sozialen Bedeutung der Ränge. So war die Brüstung des ersten Ranges dekorationsmäßig wesentlich üppiger gestaltet als die des zweiten Ranges, der die günstigen Plätze enthielt. Auf den dekorativen plastischen Schmuck der Brüstungen wurde bei der Wiederherstellung des Theaters nach den Zerstörungen des Zweiten Weltkrieges verzichtet und nur die Kannelur wieder restauriert.

###### Gebäude-Infrastruktur
Als Konsequenz aus dem verheerenden Brand des Wiener Ringtheaters im Jahr 1881 mit seiner hohen Opferzahl verzichtete der Architekt Paul Baumgarten beim Saarbrücker Theaterbau aus sicherheitstechnischen Gründen auf eine zentrale Feststiege und ordnete den einzelnen Rängen jeweils getrennte Treppenhäuser zu. Zwei aufwändiger gestaltete Treppenhäuser für den ersten Rang und die ehemalige Führer-Loge sowie zwei schlichter gehaltene für den zweiten Rang teilen den Besucherstrom gemäß der Anordnung der Sitzplätze im Saal. Darüber hinaus baute Baumgarten für den Gefahrenfall Beregnungsanlagen, Notstromaggregate, ein Notbeleuchtungsnetz, eine Panikbeleuchtung, elektro-akustische Anlagen, einen Frischluftansauger auf der Saarseite, eine Entlüftungsanlage unter den Sitzplätzen sowie eine akustische Übertragungsanlage für Gehörgeschädigte ein.

###### Plan eines NS-Forums

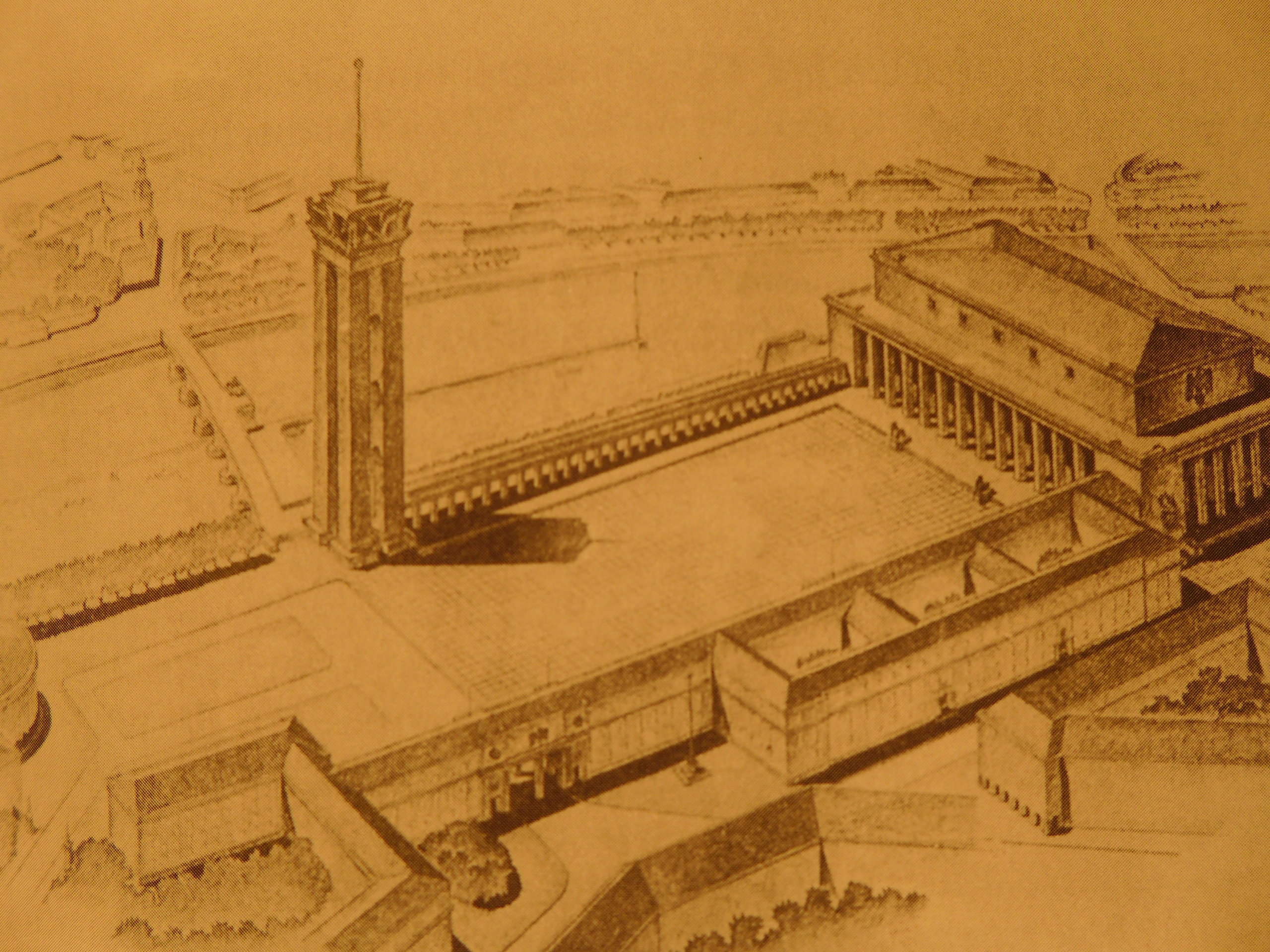
Saarbrücken-St. Johann, NS-Forum am Saarufer mit Anschluss an den St. Johanner Markt, ganz links das Halbrund des Staatstheaters, neben dem Glockenturm die alte Saarbrücke, (Landeshauptstadt Saarbrücken, Untere Denkmalschutzbehörde)

Zwischen Saar und St. Johanner Markt sollte ein großes nationalsozialistisches Forum mit Glockenturm an der Alten Brücke und Großer Halle gebaut werden, das sich vom heutigen Staatstheater bis hin zur Dudweiler Straße erstreckt hätte. Als architektonisches Bindeglied wäre zwischen dem St. Johanner Markt und dem NS-Forum eine repräsentative Toranlage mit Reichsadler entstanden. Der Zweite Weltkrieg und der Zusammenbruch des NS-Regimes verhinderten die Umsetzung des Forumsplans.

##### Kriegseinwirkungen
Für die Spielzeit 1939/1940 waren 44 Premieren angekündigt, doch musste der Spielbetrieb aufgrund der vollständigen Evakuierung Saarbrückens zwischen dem Kriegsbeginn im September 1939 und dem für das Deutsche Reich siegreichen Ende des Westfeldzuges im Juni 1940 eingestellt werden. Der Fundus war in fünf Eisenbahnwagen nach Berlin gebracht worden und wurde dort von der Kommunalverwaltung verwahrt. Erst im Juli 1940 kehrten die ersten Züge mit den ins Reichsgebiet evakuierten Einwohnern der sogenannten Roten Zone zurück ins Saarland. Während der Evakuierungszeit war das Theatergebäude nicht beschädigt worden. Nach dem erfolgreichen Westfeldzug wurde das „Gautheater Saarpfalz“ ab April 1941 in „Gautheater Westmark“ umbenannt. Zur Regermanisierung Lothringens eröffnete Gauleiter Josef Bürckel in seiner Funktion als Chef der Zivilverwaltung Lothringens und Reichsstatthalter in der Westmark am 22. Dezember 1941 das „Deutsche Theater“ in der Nachbarstadt Metz, das auch vom Saarbrücker Ensemble durch Gastauftritte bespielt wurde.
Bei dem britischen Luftangriff auf Saarbrücken in der Nacht vom 29. auf den 30. Juli 1942 wurde das Saarbrücker Theater, insbesondere der Zuschauerraum und der Fundus, so stark in Mitleidenschaft gezogen, dass es nicht mehr bespielbar war. Die Tageszeitung NSZ Westmark schrieb diesbezüglich:

„Bis gestern Mittag schwelten die Flammen in dem herrlichen Bau unseres Gautheaters (…) Nun haben die Flammen ihr Vernichtungswerk getan, nun hat der feige Angriff das Geschenk Adolf Hitlers an die Saar zerstört, hat häßliche Schwärze das leuchtende Weiß des Baues besudelt, der unser aller Stolz war. Es ist, als hätte der Brite mit den Brandbomben, die er aufs Gautheater warf, unseren Führer selbst treffen wollen, seine Kunstliebe, sein Bemühen, Deutschland zu einem Tempel der Kultur zu machen, wie er schöner nie erstand.“

Als Ausweichquartier bezog man bis zum Sommer des Jahres 1944 den Saalbau am Alt-Saarbrücker Neumarkt. In der Folgezeit mussten zahlreiche Aufführungen aufgrund von Fliegeralarm im Zweiten Weltkrieg unterbrochen oder ganz abgesagt werden. Am 27. Mai 1944 wurde auch der historistische Saalbau bei einem Luftangriff beschädigt. Beim großen Luftangriff vom 28. Juni 1944 konnten sich die Schauspieler und die Zuschauer gerade noch in den Keller des Saalbaues flüchten. Mit dem Ende der Spielzeit am 30. Juli 1944 wurden sämtliche deutsche Theater, und damit auch das Gautheater Westmark, geschlossen, um deren künstlerische Mitglieder zur Verstärkung der Rüstungsproduktion und der Wehrmacht zur Verfügung zu stellen.
Das Ende Juli 1942 stark beschädigte Theatergebäude hatte Architekt Baumgarten auf persönlichen Befehl Hitlers in der Zwischenzeit wieder restauriert. Zuschauerraum und der große Kristalllüster, der in Dresden gefertigt worden war, waren wiederhergestellt und zusätzlich hatte man eine neue Entlüftungsanlage installiert. Infolge der Theaterschließung blieben diese Maßnahmen allerdings wirkungslos und die nachfolgenden Luftangriffe, besonders der schwerste Angriff auf die Stadt am 5. Oktober 1944, sowie der Artilleriebeschuss der US-Armee bei der Einnahme Saarbrückens in den Jahren 1944/1945 beschädigten das Theaters wieder. Die Trümmerbeseitigung begann nach der Einnahme der Stadt Saarbrücken durch die US-Armee am 21. März 1945. Aufgrund der Nähe zur Saar kam es nach dem Zweiten Weltkrieg zum Jahreswechsel 1947/1948 zu Wasserschäden durch Überschwemmungen. Darüber hinaus war es durch die notleidende Bevölkerung zu mehrfachen Plünderungsaktionen gekommen.

##### Wiederaufnahme des Schauspielbetriebes nach dem Zweiten Weltkrieg
Am 7. September rief der saarländische Regierungspräsident Hans Neureuter alle Kulturschaffenden auf, sich beim Kulturdezernenten und neuen Intendanten Willy Schüller im Saarbrücker Rathaus zu melden, um erstmals nach dem Kriegsende kulturelle Veranstaltungen zu organisieren. Die ehemaligen Beschäftigten des Saarbrücker Theaters wurden zuerst bei der Trockenlegung und Enttrümmerung des Theaters eingesetzt. Der Wiederaufbau wurde von Architekt Heinz Petrall, der bereits unter Baumgarten als Bauleiter fungiert hatte, und Peter Paul Seeberger geleitet. Mit dem Schauspiel Das große Welttheater von Hugo von Hofmannsthal, dessen Werke in der NS-Zeit als verfemt galten, wurde am 9. Mai 1946 auf der linken Seitenbühne (400 Plätze) des provisorisch instandgesetzten Theaters der Spielbetrieb wieder aufgenommen. Infolge der Kriegsschäden wurde dann aber der Theaterbetrieb der unmittelbaren Nachkriegszeit in das evangelische Gemeindehaus „Wartburg“ (Opernaufführungen) sowie in das katholische Gemeindehaus Johannishof (Schauspiele) verlegt. Die erste große Sprechtheateraufführung im Johannishof war am 21. Juni 1946 Horace von Pierre Corneille. Die Aufführung besorgte die Pariser Comédie-Française. Die erste in der „Wartburg“ gespielte Nachkriegsoper war Werther von Jules Massenet. Die Aufführung am 20. Juli 1946 besorgte das Ensemble der Pariser Opéra Garnier. Die erste Opernaufführung des saarländischen Ensembles war am 15. Januar 1947 Orpheus und Eurydike von Christoph Willibald Gluck und fand auf der Seitenbühne des Theaters statt.

##### Premabüba
Da der Fundus durch kriegsbedingte Auslagerung, Bombenangriffe, Artilleriebeschuss und Plünderungen verloren gegangen war, organisierte das Theater in der Fasnachtszeit 1948 zum ersten Mal den Premabüba (Akronym für „PREsse-MAler-BÜhnen-BAll“), dessen Erlöse der Neuanschaffung des Fundus zugutekamen. Der Ball fand in allen zugänglichen Räumen des Saarbrücker Theatergebäudes statt und hatte großen Erfolg.

##### Umgestaltung der unmittelbaren Nachkriegszeit

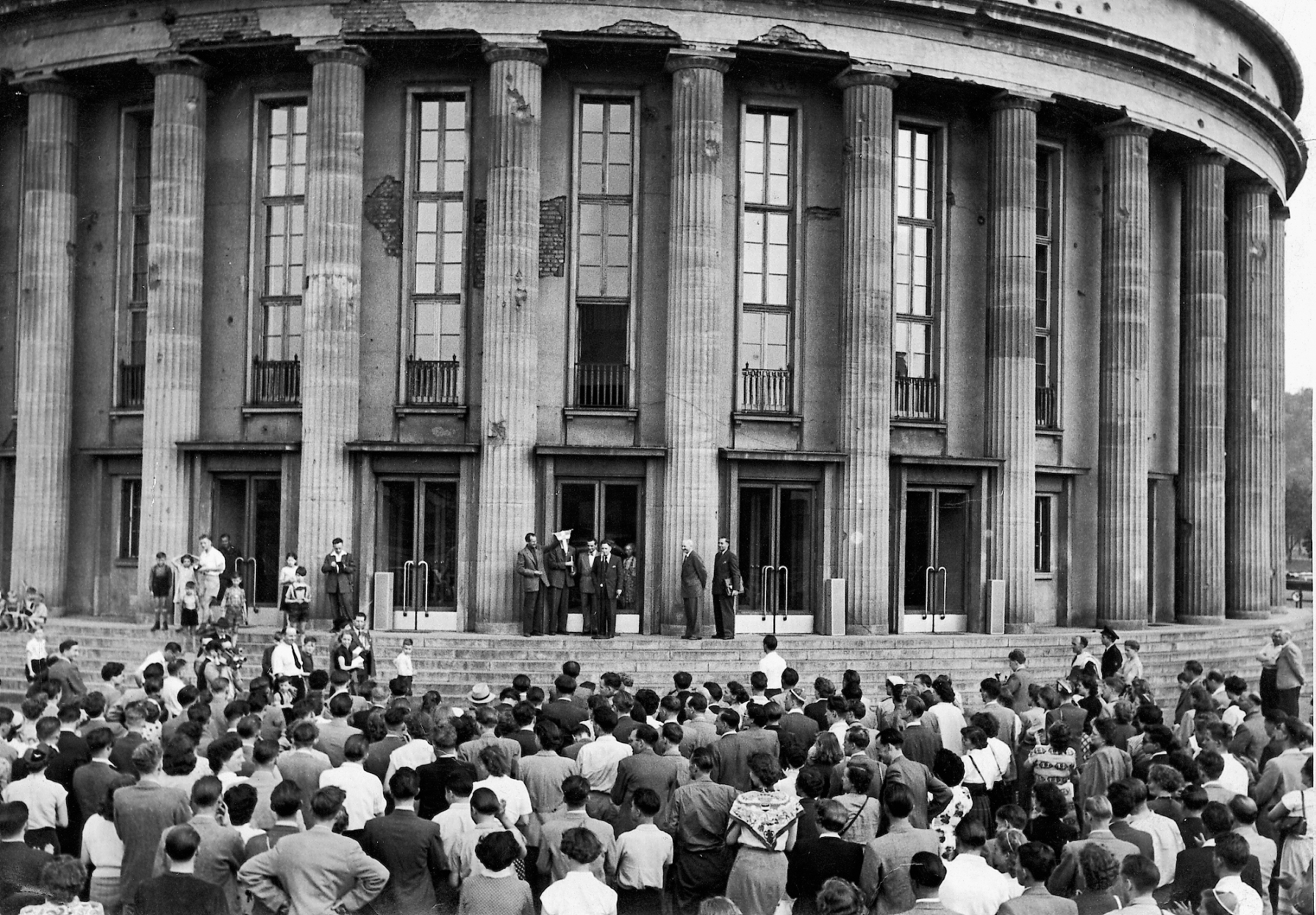
Säulenfront des Theaters noch mit der ursprünglichen, später abgeschlagenen Kannelierung in der unmittelbaren Nachkriegszeit

Sämtliche Symbole der NS-Herrschaft am Theatergebäude sowie die Kannelierung der Säulen wurden entfernt. Die sogenannte „Standarte des Führers und Reichskanzlers“ (Hakenkreuzemblem im Eichenkranz mit zwei flügelgespreizten und zwei flügelgesenkten NS-Reichsadlern) der ehemaligen Führerloge wurde anlässlich der jährlichen Gedenkfeiern zum Inkrafttreten der Verfassung des Saarlandes durch die Landesflagge des Saarlandes (weißes Kreuz mit zwei blauen und zwei roten Farbfeldern) ersetzt. Das Foyer des ersten Ranges wurde mit einer aus Rauten zusammengesetzten hölzernen Marketerie-Vertäfelung versehen. Die Kopfenden des Saales schmücken seit den 1950er Jahren hochrechteckige Stickteppiche (4,20 × 1,90 m) der aus München stammenden Textilkünstlerin Ella Broesch, die damals Dozentin (1949–1958) für Bildwirkerei und Paramentik an der Staatlichen Schule für Kunst und Handwerk des Saarlandes war. Hier hatten sich vorher auf der einen Seite ein großer Kaminspiegel und auf der anderen Seite ein großes Gemälde Adolf Hitlers in Parteiuniform mit einer darüber angebrachten Reichsadler-Plastik befunden. Das Thema der einen Tapisserie, die den früheren Kaminspiegel ersetzte, ist „Apfelernte“. Ella Broesch stellte in abstrahierenden Formen eine junge Frau auf einer Blumenwiese dar, die mit ihrer rechten Hand Äpfel von einem Baum abpflückt, die sie in einer von ihrer Linken gehaltenen Schale sammelt. Über der Baumkrone des Apfelbaumes fliegende Vögel stellen die Verbindung zu einer sternenumschwebten, geflügelten Engelsgestalt im oberen Bereich des Bildteppich her. Die in der rechten Hand einen Stern haltende Himmelsgestalt mit langem, sternenumflitterten Haar, trägt in ihrer Linken eine brennende Kerze.
Auf dem anderen Bildteppich mit dem Titel „Erntezeit“, der das Hitlergemälde und den Reichsadler ersetzte, zeigt Ella Broesch zwei junge Frauen in langen Gewändern inmitten einer üppigen Vegetation. Während die im rechten unteren Bereich liegende Figur mit ihrer Linken rundlich stilisierte Feldfrüchte sammelt, hält sie mit ihrem rechten Arm eine Korngarbe. Die links stehende Frauengestalt in blütenbestickten Gewändern pflückt Blumen. Zwischen den beiden Frauen erhebt sich auf einer angedeuteten Anhöhe ein Baum, in dessen Krone zwölf Kreise mit den Tierkreiszeichen des Jahreslaufes in Ornamentwirbeln schweben. Ella Broesch wurde bei ihrer Arbeit an den Stickbildern von den Studentinnen Gertrud Kessler und Brigitte Altmeyer unterstützt. Passend zu den Baumdarstellungen auf den Tapisserien sind die großen Messinglüster des Saales als stilisierte Baumkronen gestaltet, deren Glühbirnen die Früchte symbolisieren. Eine Wandskulptur aus Messing mit den Masken der Tragödie und der Komödie schuf Wolfram Huschens. Eine Bronze-Skulptur, die Eva mit der verbotenen Paradiesfrucht vom Baum der Erkenntnis darstellt, schuf der aus Zweibrücken stammende Künstler Fritz Claus (1885–1956). In die Rückfront des Theaters wurden in der Spielzeit 1950/1951 auf 16 Metern Breite sechs Fenster von sieben Metern Höhe zur besseren Belichtung eingebaut.

##### Französischer Einfluss
Gastauftritte von Edith Piaf, der Pariser Opéra-Comique, die eine ganze Reihe von Opern und Operetten in Saarbrücken inszenierte, des Ballet de l’Opéra de Paris sowie zahlreicher anderer namhafter französischer Theater-Compagnien sollten der geistigen Rekonstruktion des Saarlandes nach dem Zusammenbruch des Nationalsozialismus dienen, aber auch zur Stärkung der Position Frankreichs an der Saar beitragen.
Am 6. März 1948 wurde das Theater unter dem Namen Stadttheater Saarbrücken mit der Oper Die Zauberflöte von Wolfgang Amadeus Mozart in Anwesenheit des französischen Militärgouverneurs bzw. Hohen Kommissars Gilbert Grandval sowie des saarländischen Ministerpräsidenten Johannes Hoffmann feierlich wiedereröffnet. Das erste Schauspiel war Wolfgang Borcherts Heimkehrerdrama Draußen vor der Tür.
Die im ehemaligen Chorsaal eingerichtete Kammerbühne bot neben den 1132 Sitzplätzen des Großen Saales noch einmal 221 Plätze. Ende Juni 1952 gastierte das Saarbrücker Theater mit Leonie Rysanek und Rudolf Großmann im Rahmen des im Jahr 1948 abgeschlossenen Kulturabkommens zwischen dem Saarland und Frankreich im Pariser Théâtre des Champs-Élysées mit den beiden Opern Arabella von Richard Strauss und Peer Gynt von Werner Egk. Rysanek, die die Titelpartie der Oper „Arabella“ in Paris gesungen hatte, wurde dabei in der französischen Presse einmütig gefeiert und der saarländische Gastauftritt wurde zum künstlerischen Höhepunkt in der bisherigen Geschichte des Saarbrücker Theaters.

##### Angliederung des Saarlandes an die Bundesrepublik
Am 1. Januar 1957 fand im Theater der Staatsakt zur politischen Eingliederung des Saarlandes in die Bundesrepublik Deutschland im Beisein von Bundeskanzler Konrad Adenauer und des saarländischen Ministerpräsidenten Hubert Ney statt.

##### Trägerschaftswechsel
Im Jahr 1971 ging das Stadttheater Saarbrücken in die Trägerschaft des Saarlandes über. Seitdem trägt es den Titel Saarländisches Staatstheater. Seit dem Jahr 1983 steht das Saarbrücker Staatstheater unter Denkmalschutz.

##### Umbau durch Gottfried Böhm in den 1980er Jahren
Das Staatstheater verfügte ursprünglich über 1132 Plätze. Nach dem Umbau der 1980er Jahre wurden die Sitzplätze zum besseren Komfort der Zuschauer vergrößert und mit Lüftungsanlagen versehen, sodass das Theater nur noch 875 Plätze bietet (510 Plätze im Parkett, 185 Plätze im 1. Rang, 180 Plätze im 2. Rang).
Ein Umbau in den Jahren 1985 bis 1989 wurde von Gottfried Böhm und dem Saarbrücker Büro Krüger und Rieger geplant und beaufsichtigt. Der Berliner Maler Peter Schubert gestaltete die Kuppel über dem Zuschauerraum mit farbig lodernden Wirbeln und Wogen, die sich in abstrahierender Weise an den barocken Fresken Giovanni Battista Tiepolos etwa im Treppenhaus der Würzburger Residenz orientieren. Bei eingeschalteter Beleuchtung des großen Kuppellüsters wirkt der Plafond nun wie eine bunte Explosion mit einem kristallenen Explosionskern und herumfliegend Farbfetzen, die gegenüber der ursprünglich beabsichtigten Kühle und Starrheit des neoklassizistischen NS-Baues ein kontrastierendes Gegengewicht setzen. Die Wände der Wandelgänge wurden mit Spiegeln versehen und mit Mauerfugen gestaltet. Die ehemals steinsichtigen Teile des Baumgartenbaues strich man grau, die Putzflächen wurden in Schönbrunner Gelb gefasst, um den Bau vom traditionellen Lichtgrau der Stengelschen Barockfassaden abzuheben.

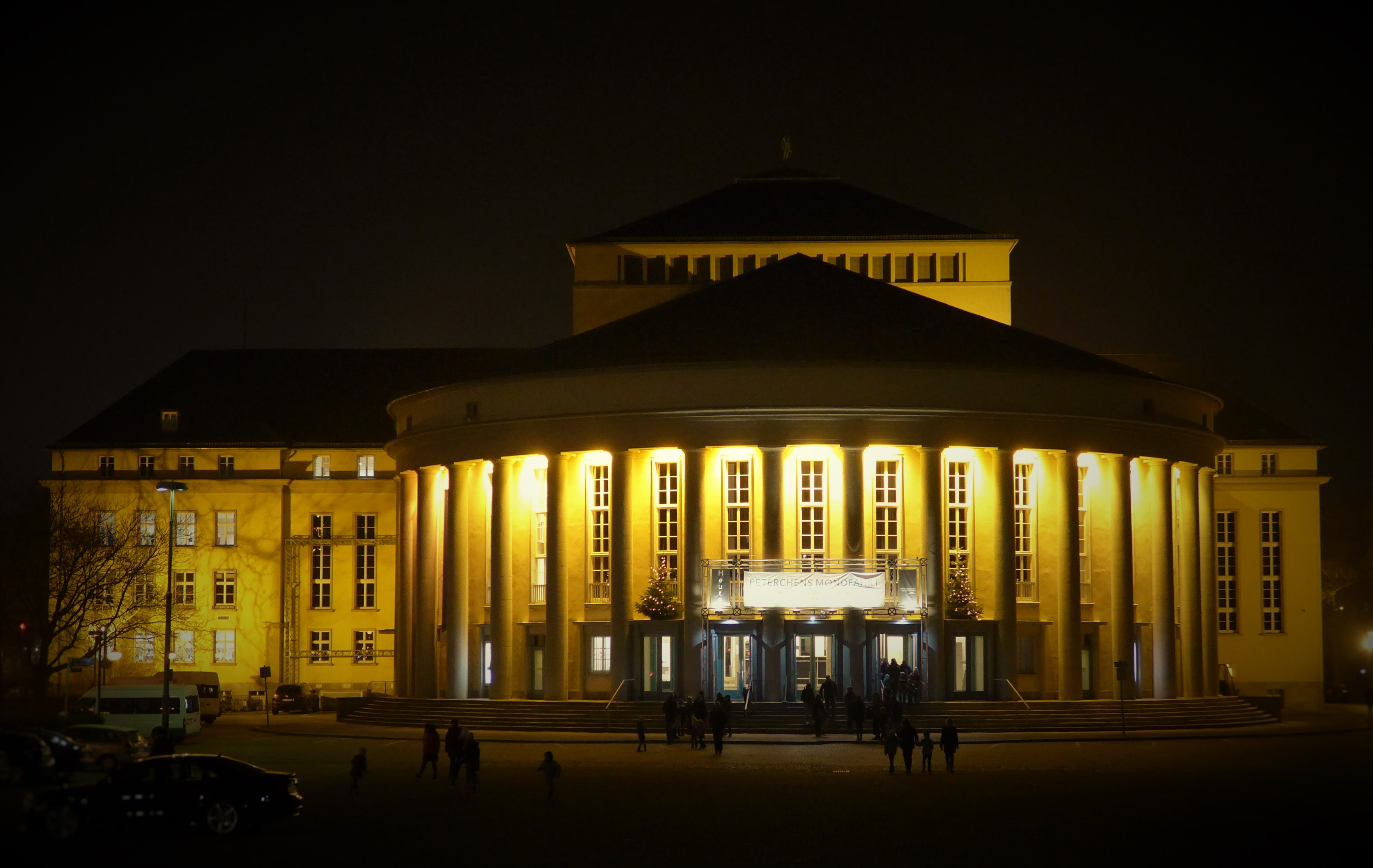
Eingangsfront bei abendlicher Beleuchtung
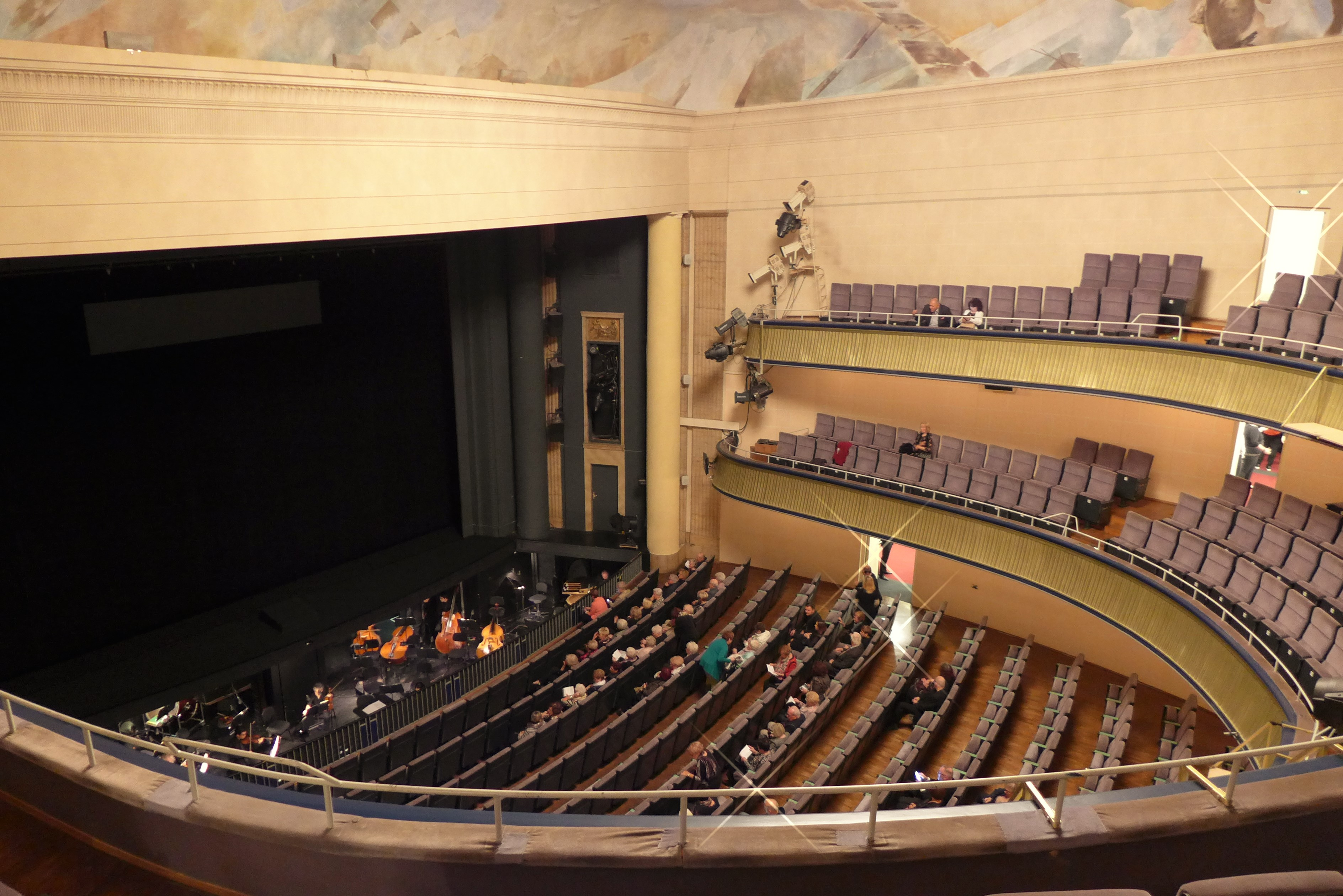
Zuschauerraum, Blick vom zweiten Rang ins Parkett
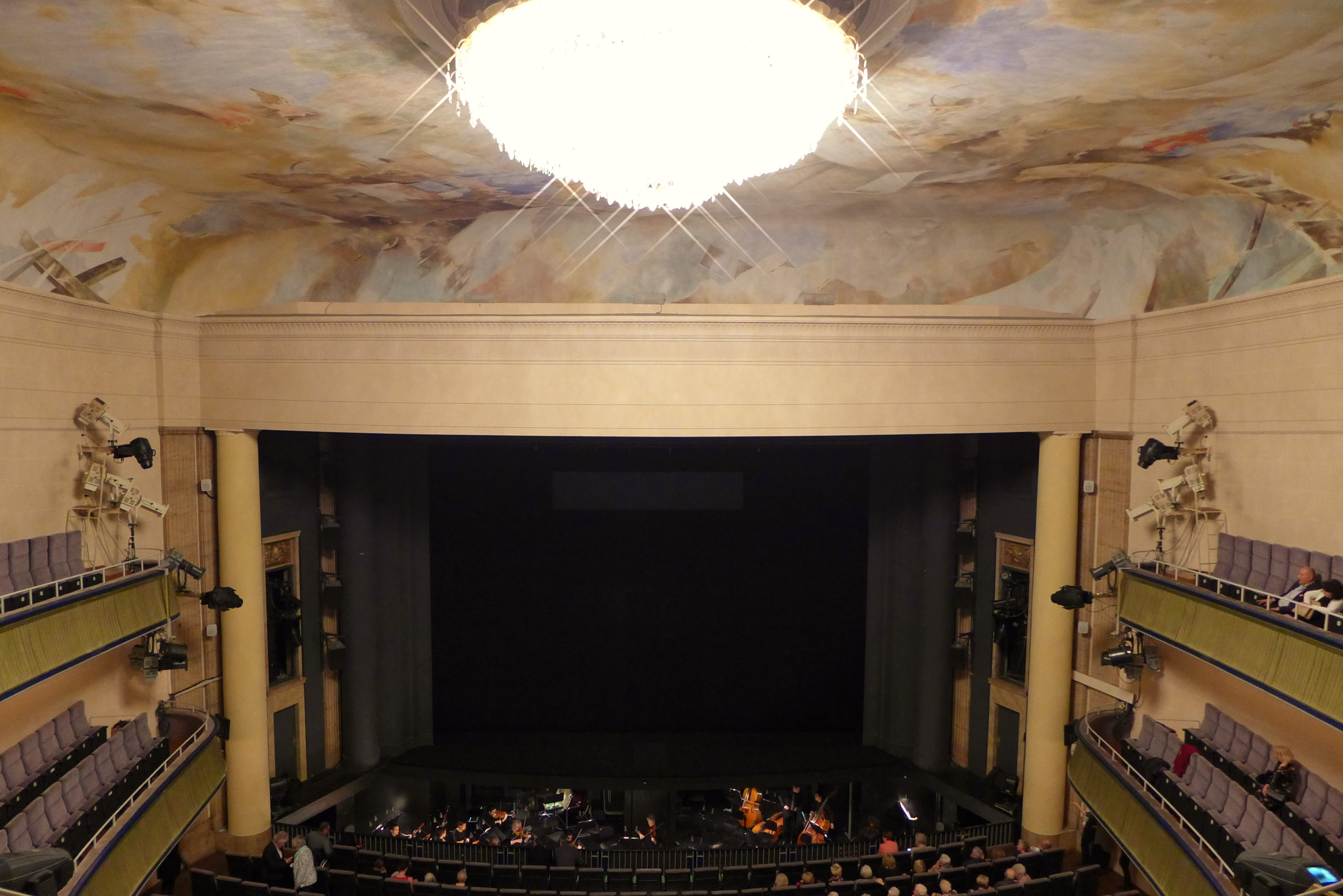
Blick zur Bühne
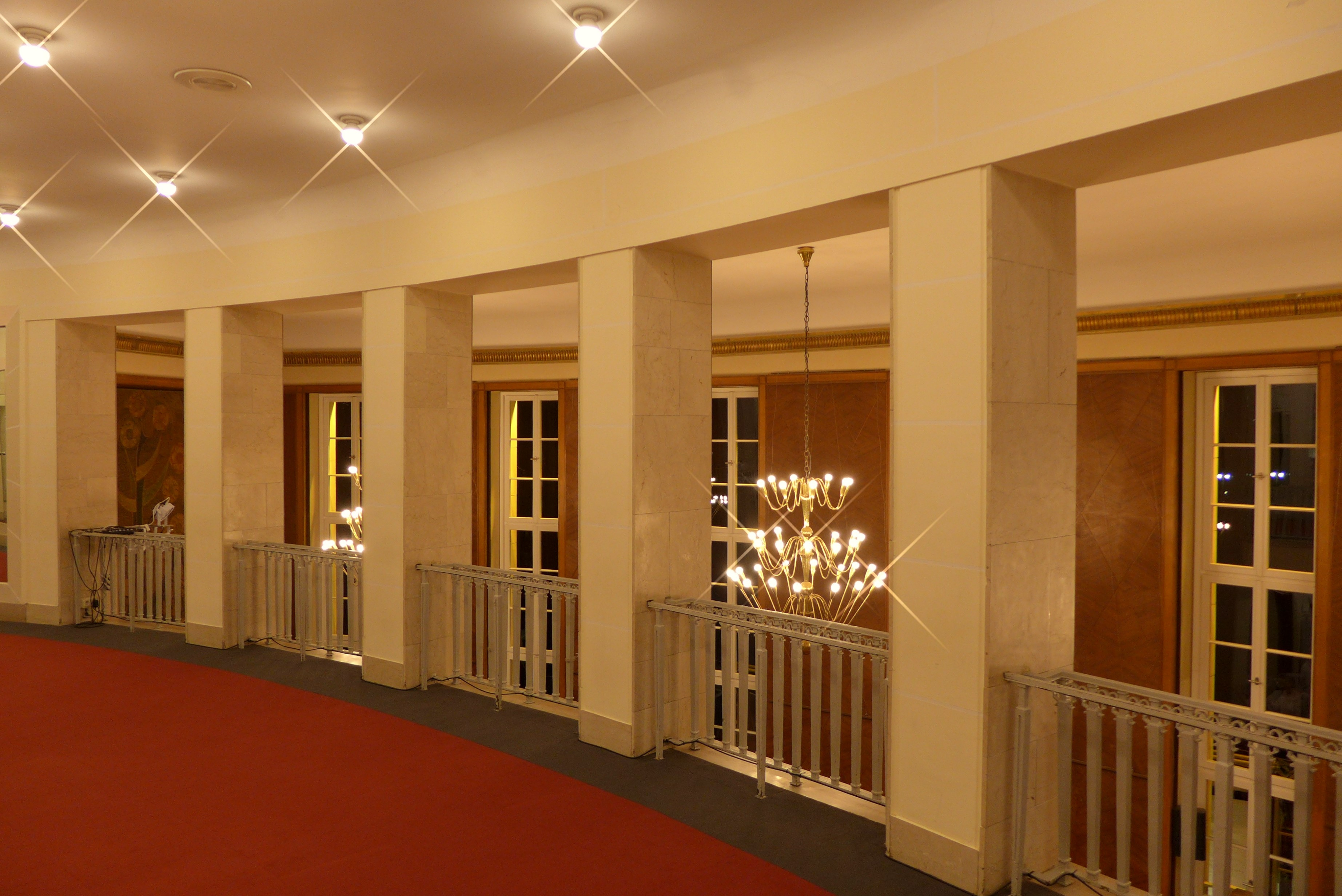
Wandelgang im ersten Rang mit Blick in die ehemalige „NS-Ehrenhalle“
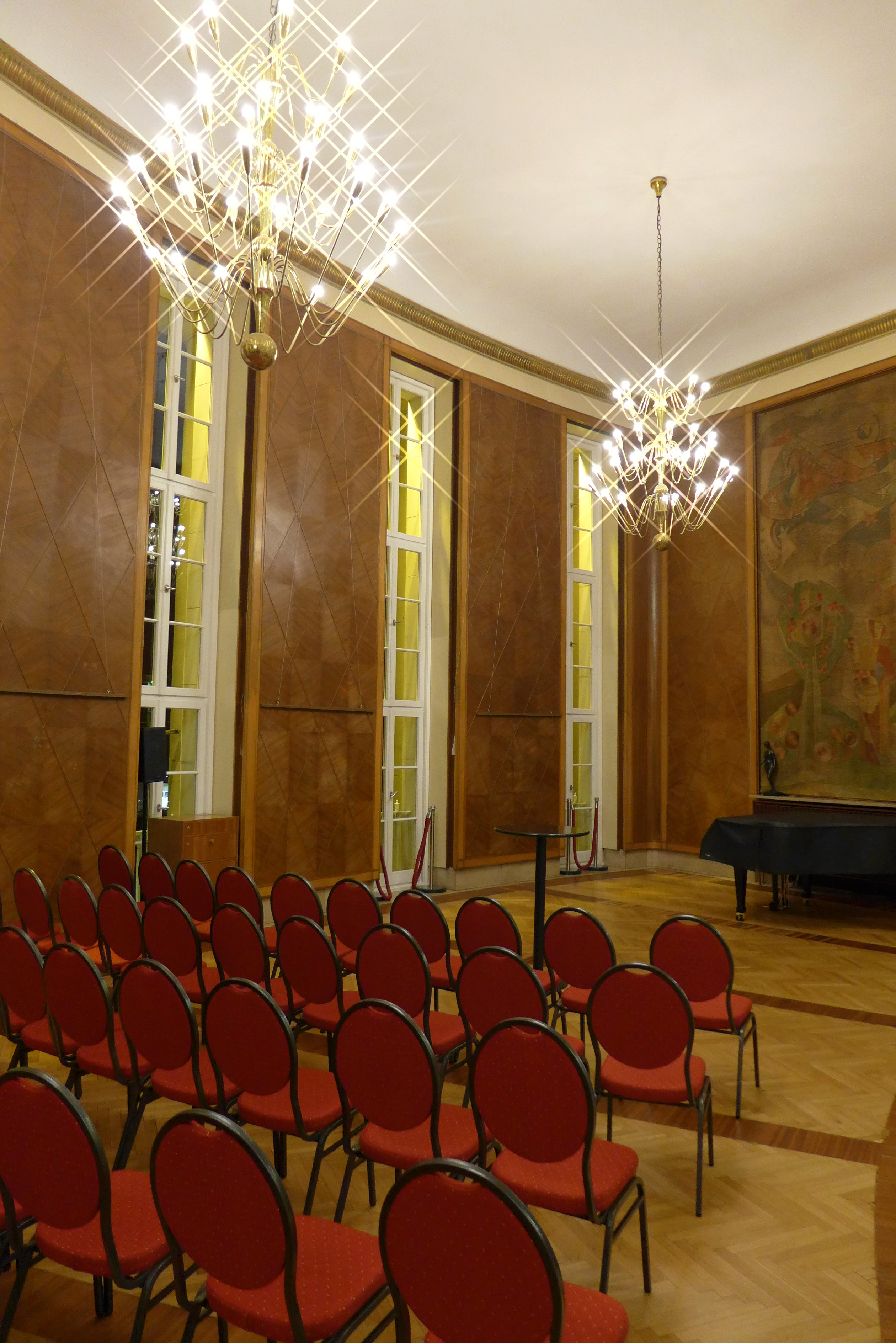
Foyer mit Nachkriegsvertäfelung und gestickten Wandbehängen
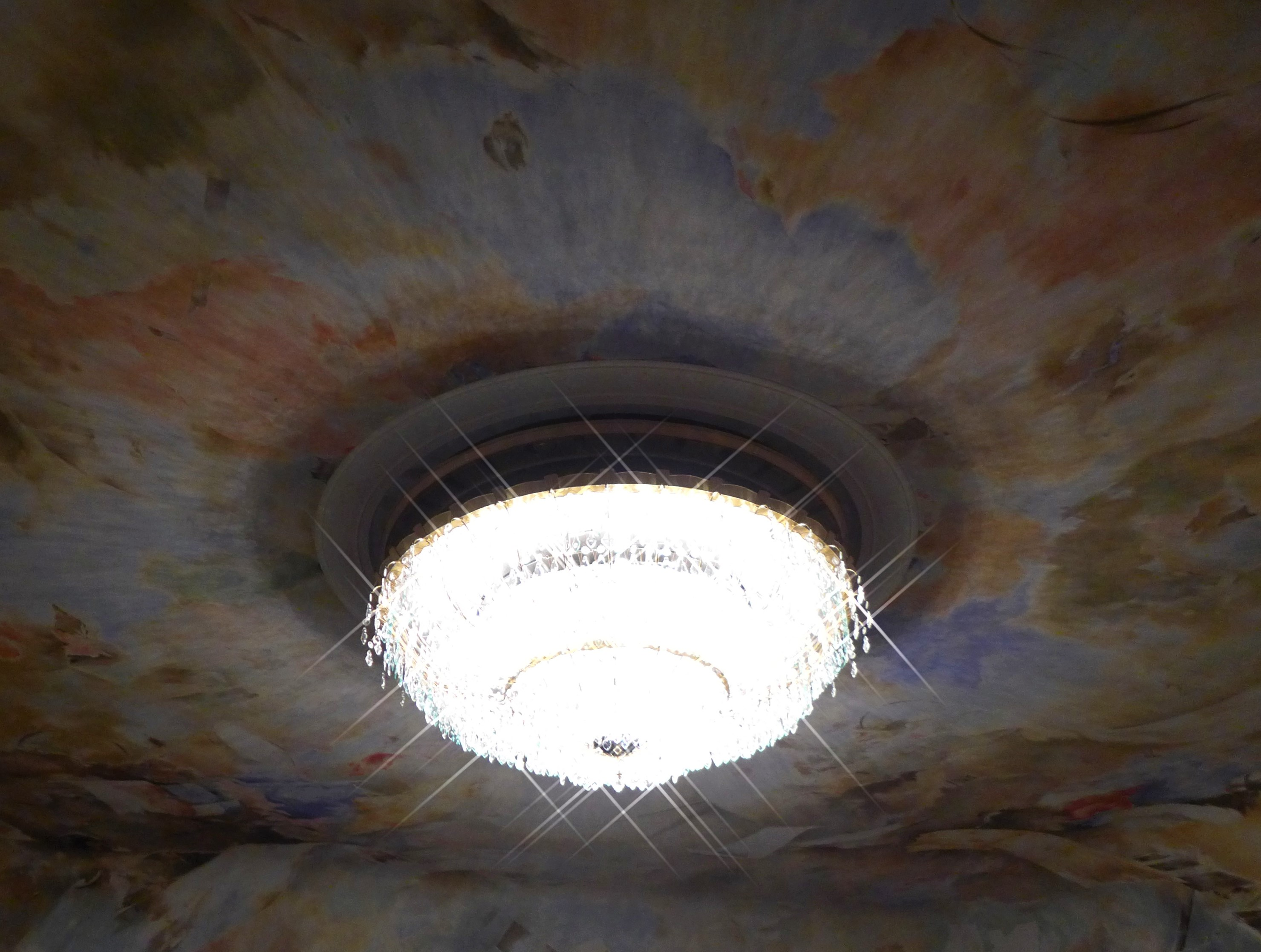
Plafond mit Lüster
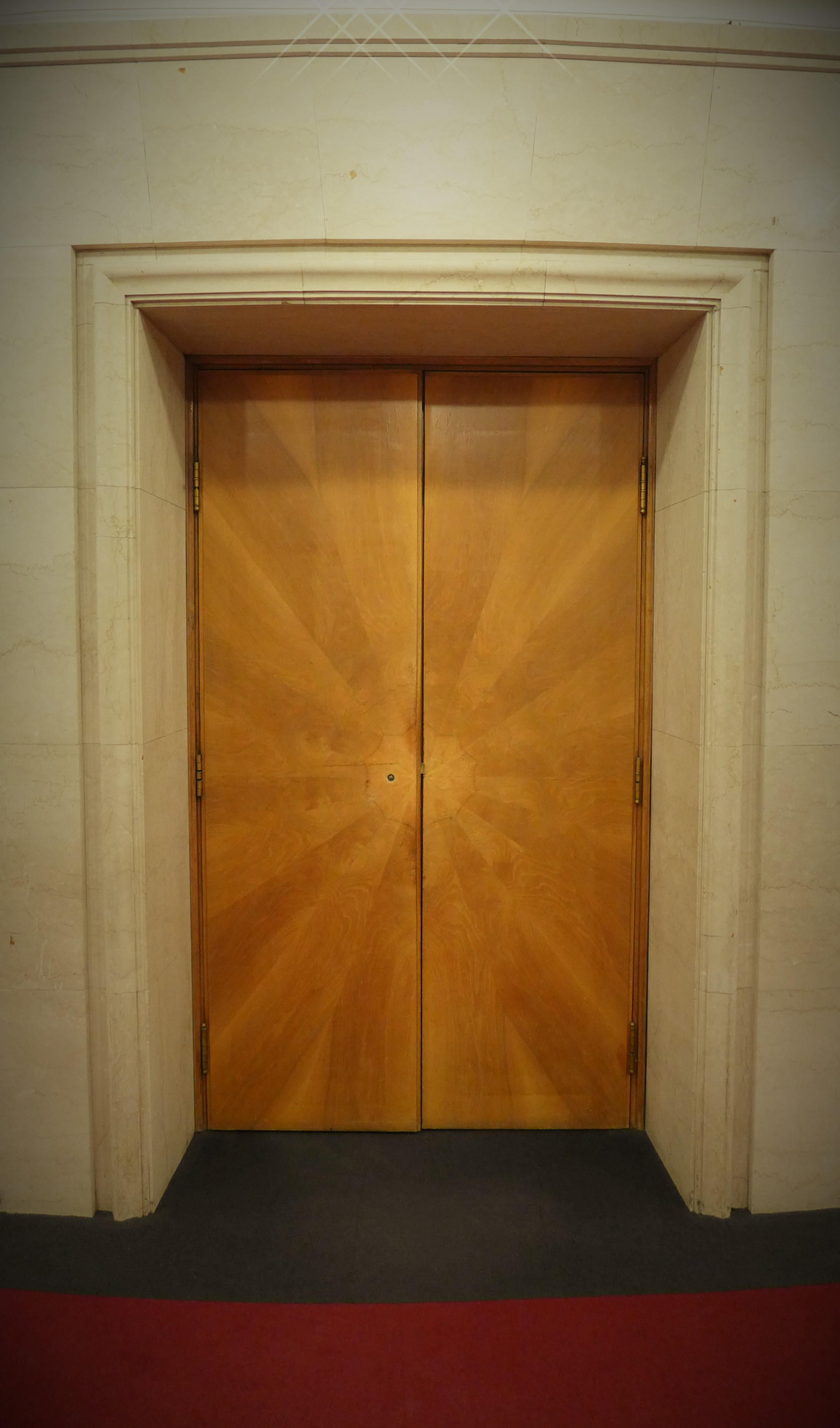
Tür zur ehemaligen Reichskanzlerloge im ersten Rang
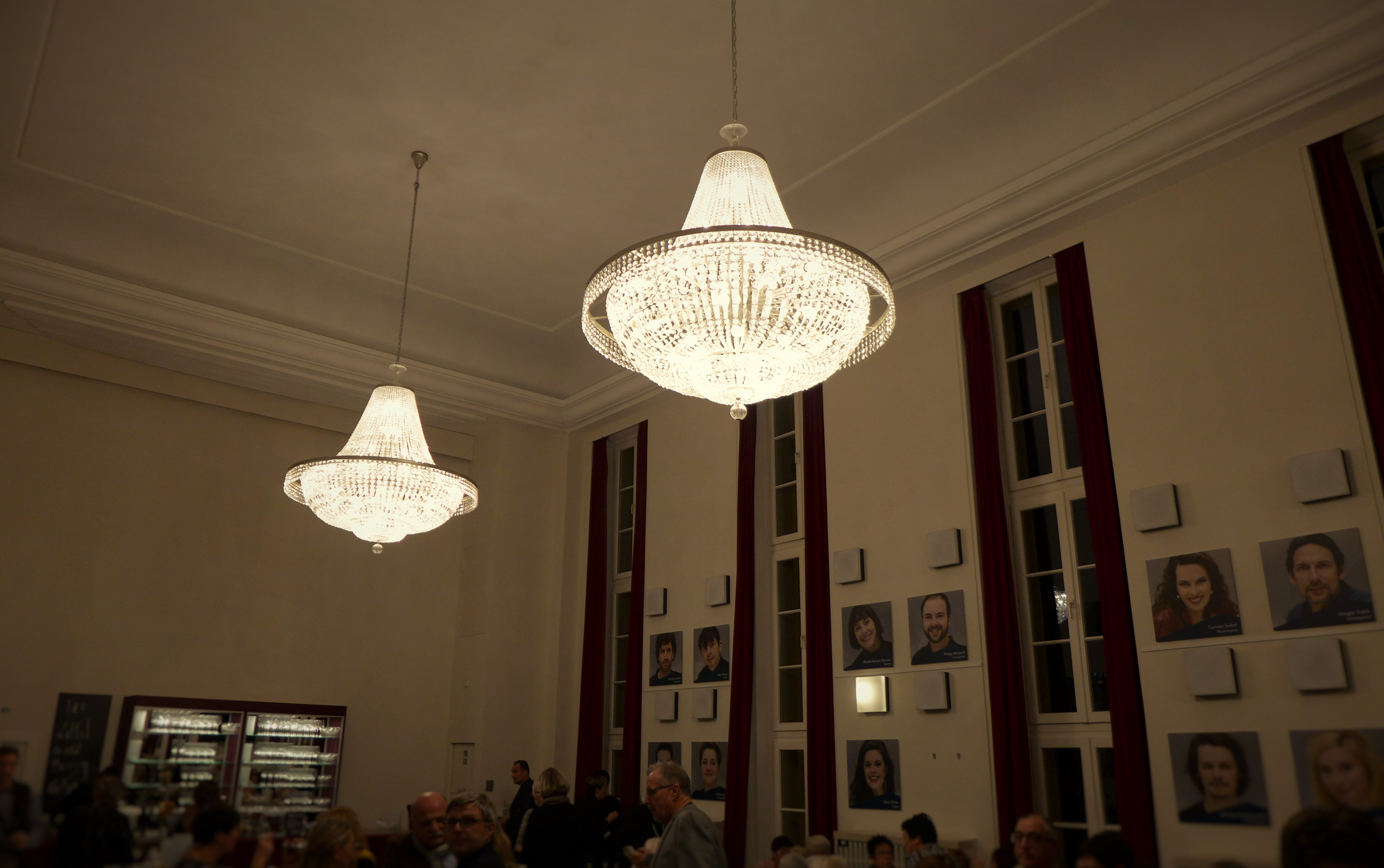
Großer Erfrischungsraum
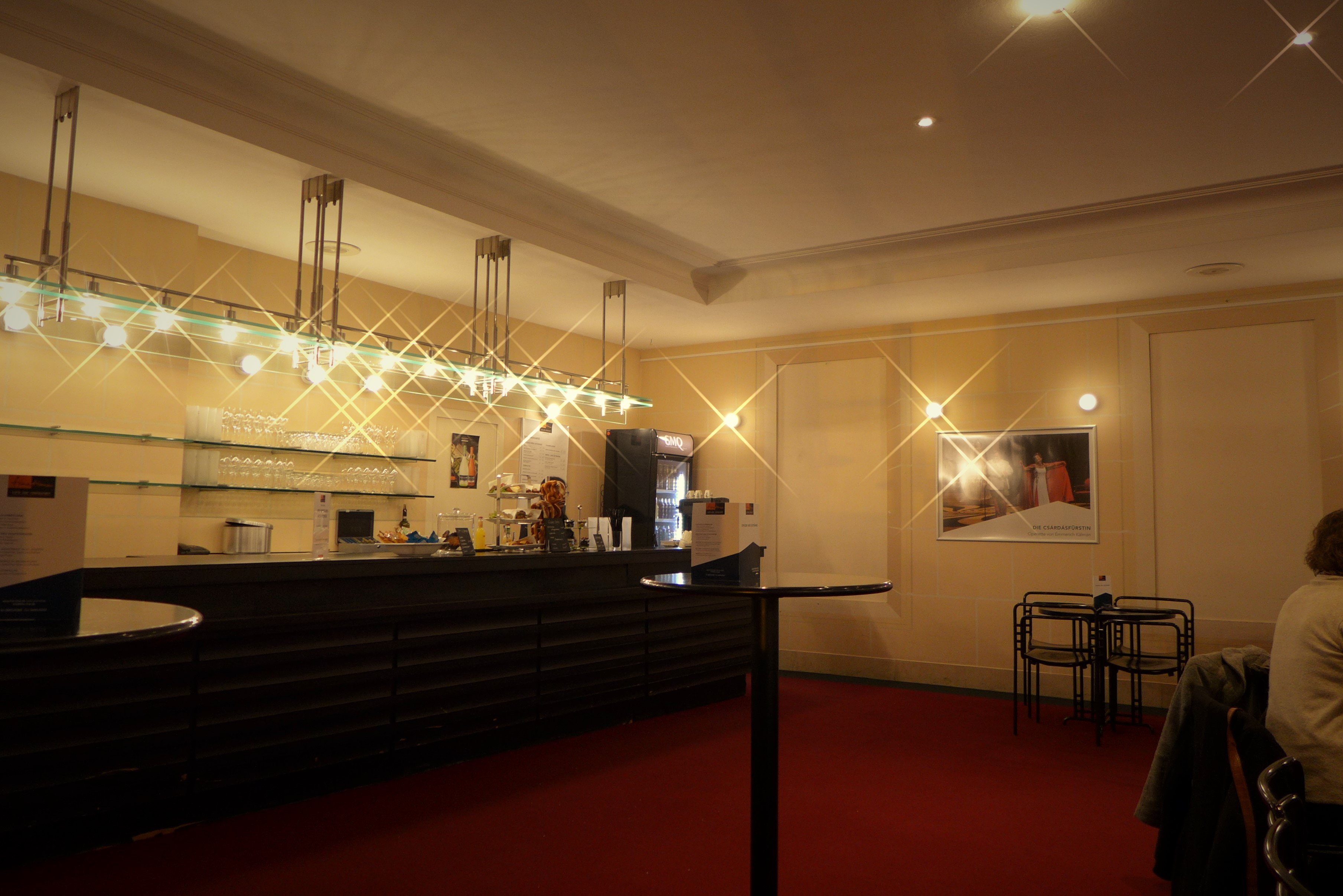
Kleiner Erfrischungsraum
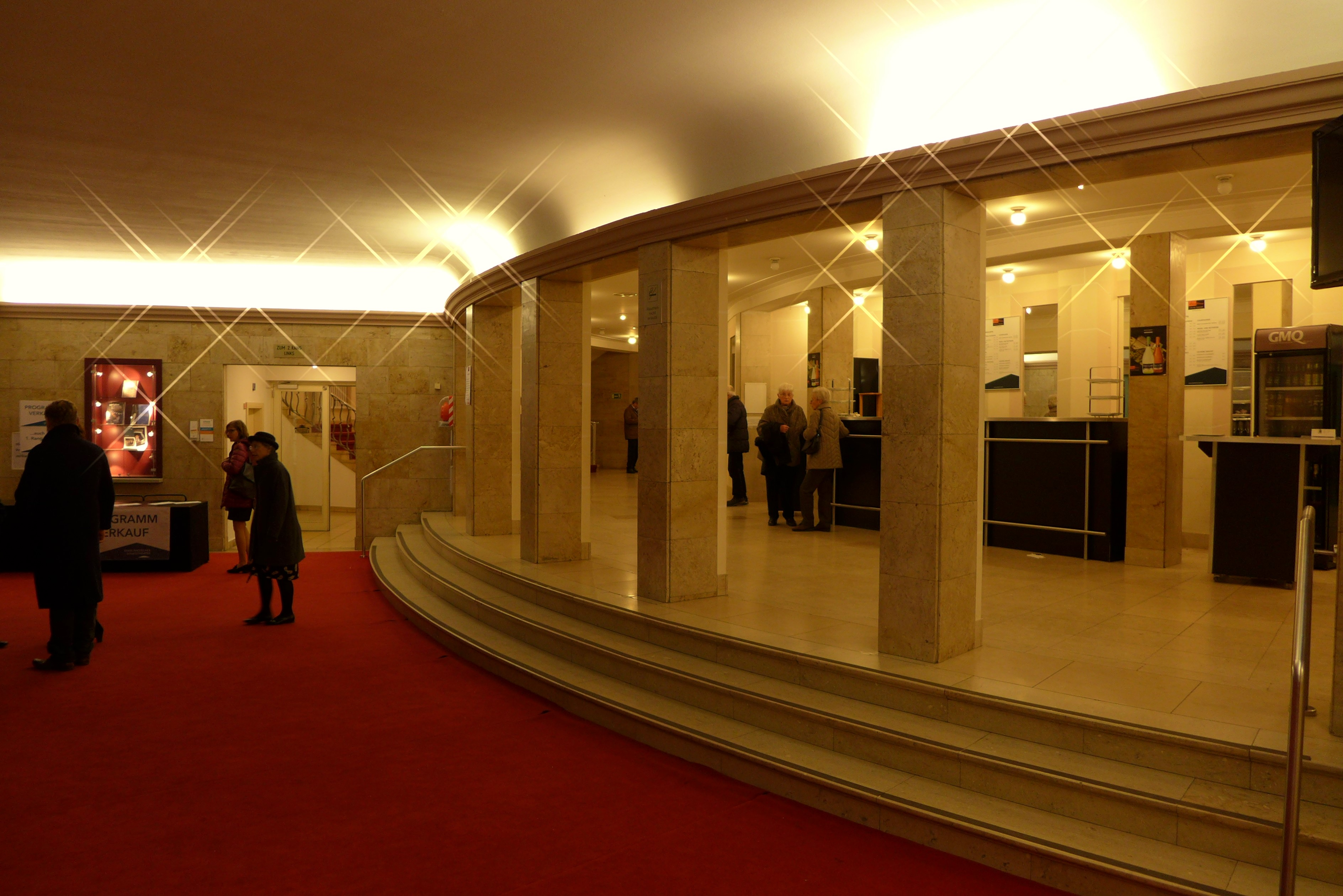
Eingangshalle
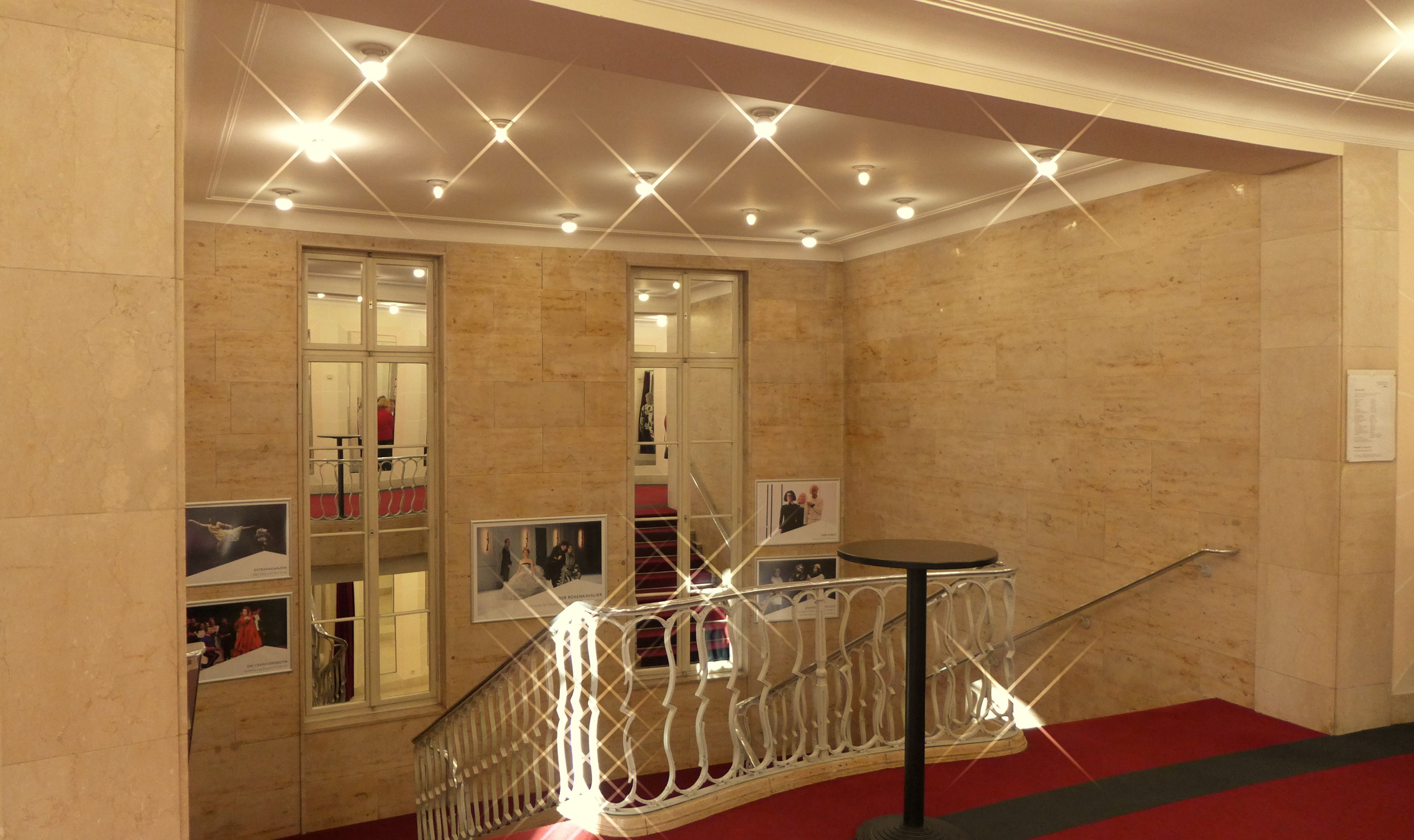
Treppenhaus des ersten Ranges
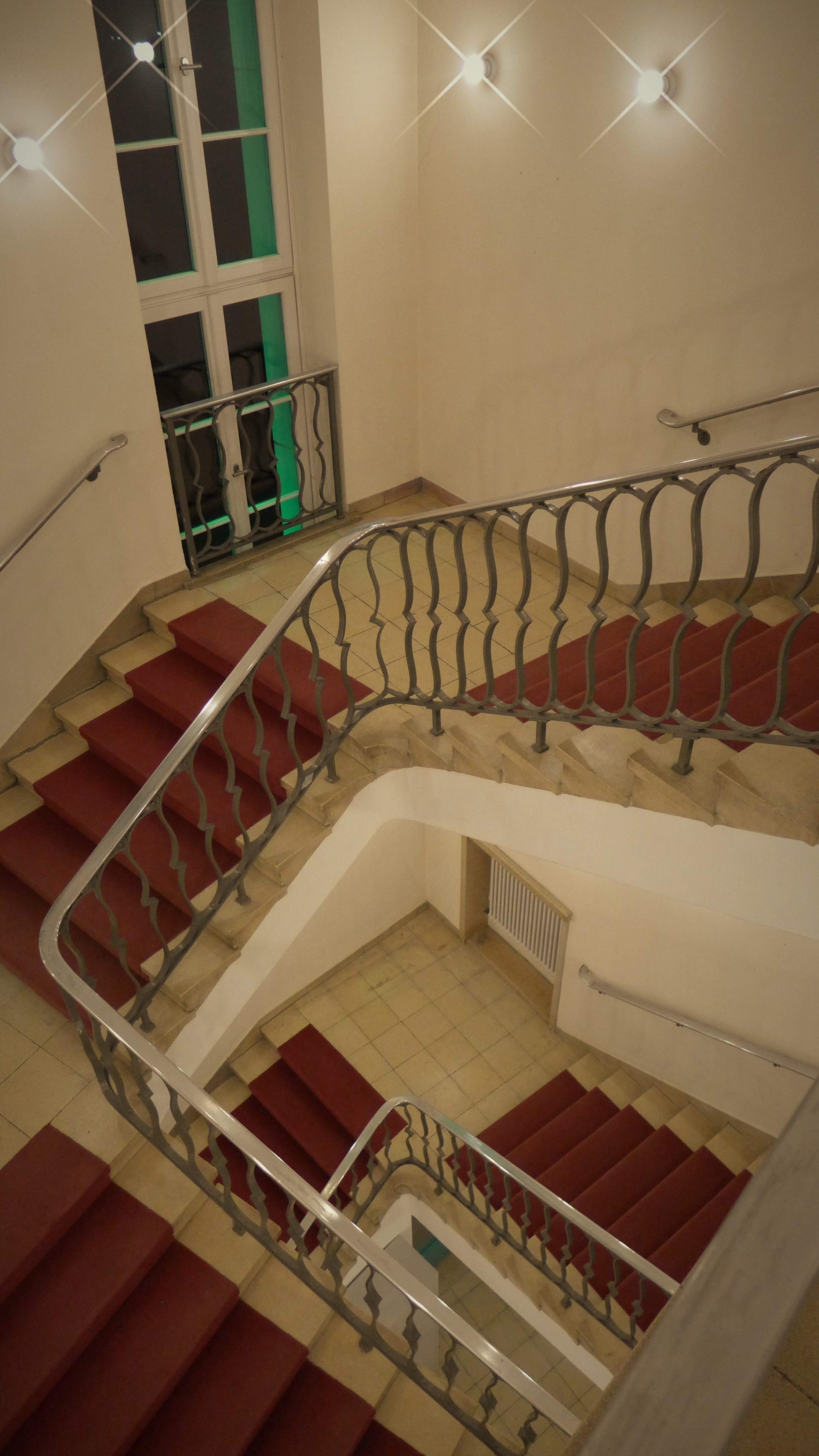
Treppenhaus des zweiten Ranges

##### Renovierung nach dem Jahr 2000
Eine weitere Renovierung wurde im Jahre 2014 abgeschlossen. Hier stand das Saarländische Staatstheater vor der Notwendigkeit, seine mittlerweile stark veraltete und unzuverlässige Bühnentechnik generell und nachhaltig zu sanieren. Ziel war die Modernisierung der wesentlichsten Funktionseinrichtungen der Ober- und Untermaschinerie bei weitestgehender Erhaltung vorhandener fester Einbauten der Stahl- und Tragwerkskonstruktion. Als Ersatzspielstätten dienten zu dieser Zeit das Theater „Le Carreau – Scène Nationale de Forbach et de l’Est mosellan“ im französischen Nachbarort Forbach, die Alte Schmelz in St. Ingbert sowie das Weltkulturerbe Völklinger Hütte.
Im Januar 2019 wurde an der Eingangsfassade des Saarländischen Staatstheaters eine neue Außenbeleuchtung aus LED-Flutern installiert, die es ermöglicht, das Theater in sämtlichen Farben passend zu den jeweiligen Aufführungen anzustrahlen.

#### Alte Feuerwache

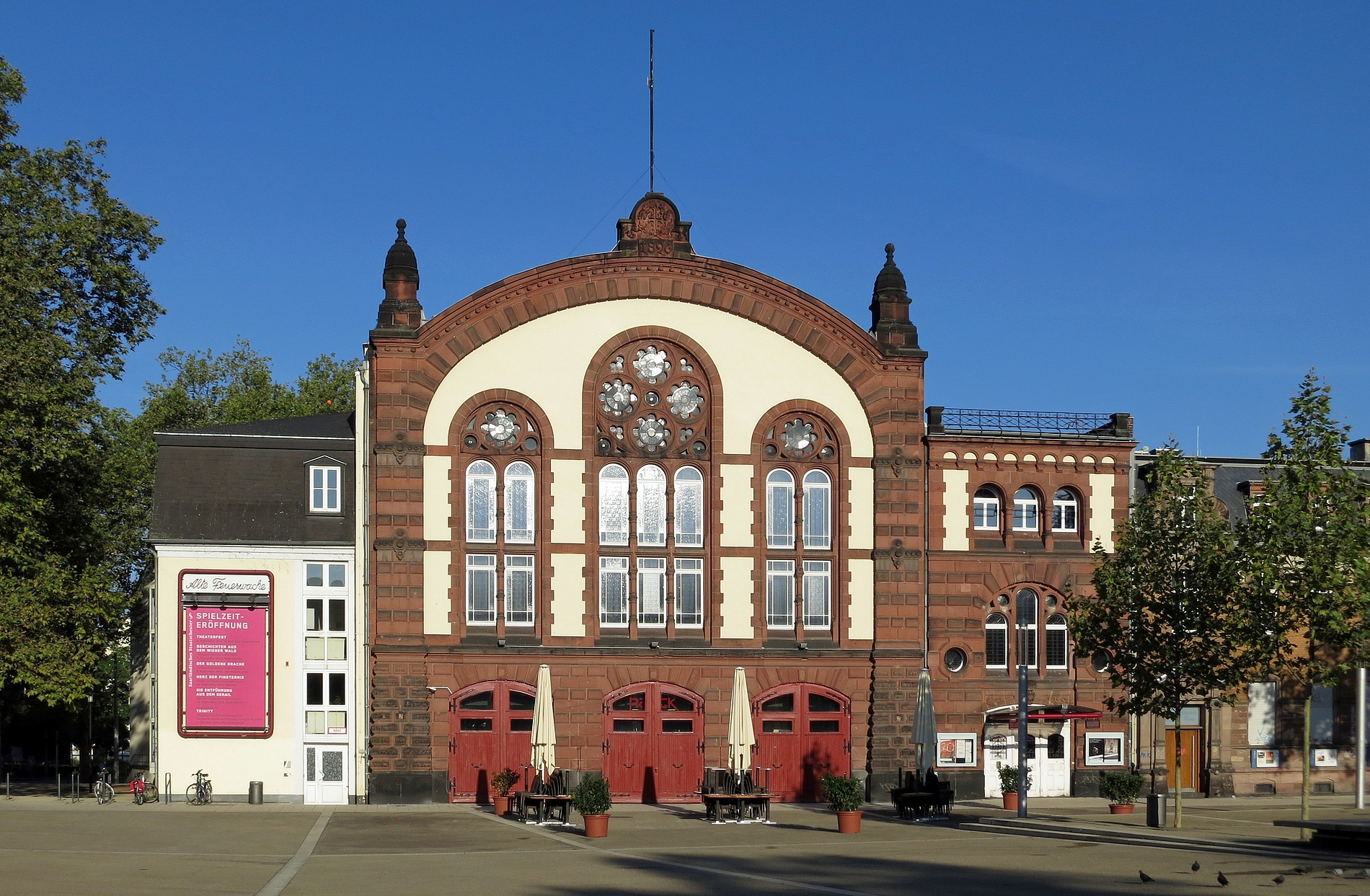
Spielstätte Alte Feuerwache, errichtet 1896/1897 durch den St. Johanner Stadtbaumeister Wilhelm Franz

Die vom Architekten Wilhelm Franz in den Jahren 1896 bis 1897 errichtete Alte Feuerwache, zweitgrößte Spielstätte des Saarländischen Staatstheaters, war ursprünglich die Turnhalle des Turnerbundes St. Johann sowie im Untergeschoss die Lagerhalle der städtischen Spritzenwagen der Feuerwehr. Seit Januar 1982 ist sie ein Theaterspielort mit einer Kapazität von maximal 240 Plätzen in variabler Bestuhlung. Vorwiegend für das Schauspiel genutzt, finden dort aber auch Ballettabende statt. Neben Gastspielen sind die Einführungsmatineen und -soireen die wichtigsten Sonderveranstaltungen, die zum regulären Spielbetrieb hinzukommen. Die Spielstätte wurde durch den Architekten Lu F. Kas gestaltet.

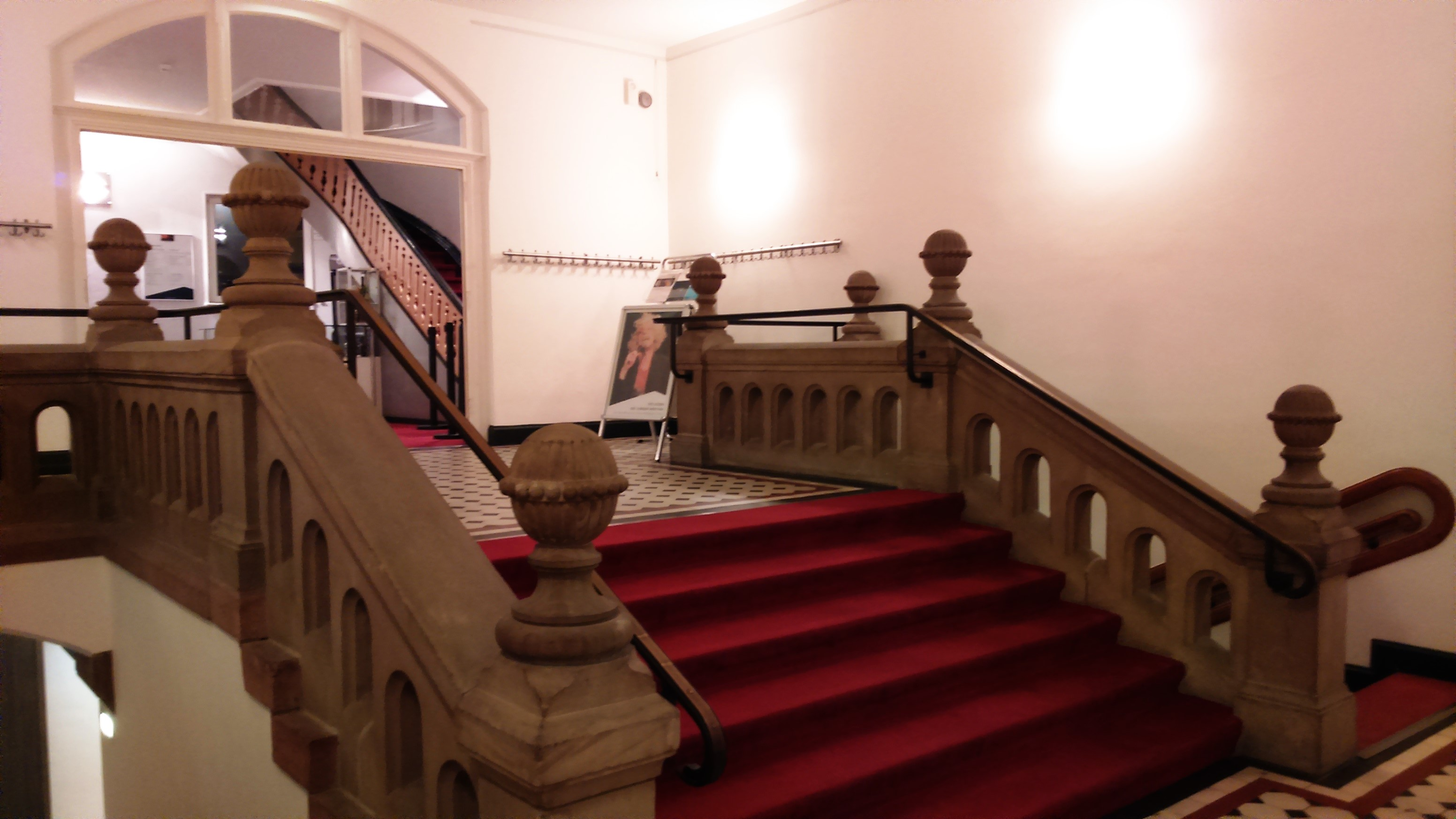
Alte Feuerwache, Treppenhaus
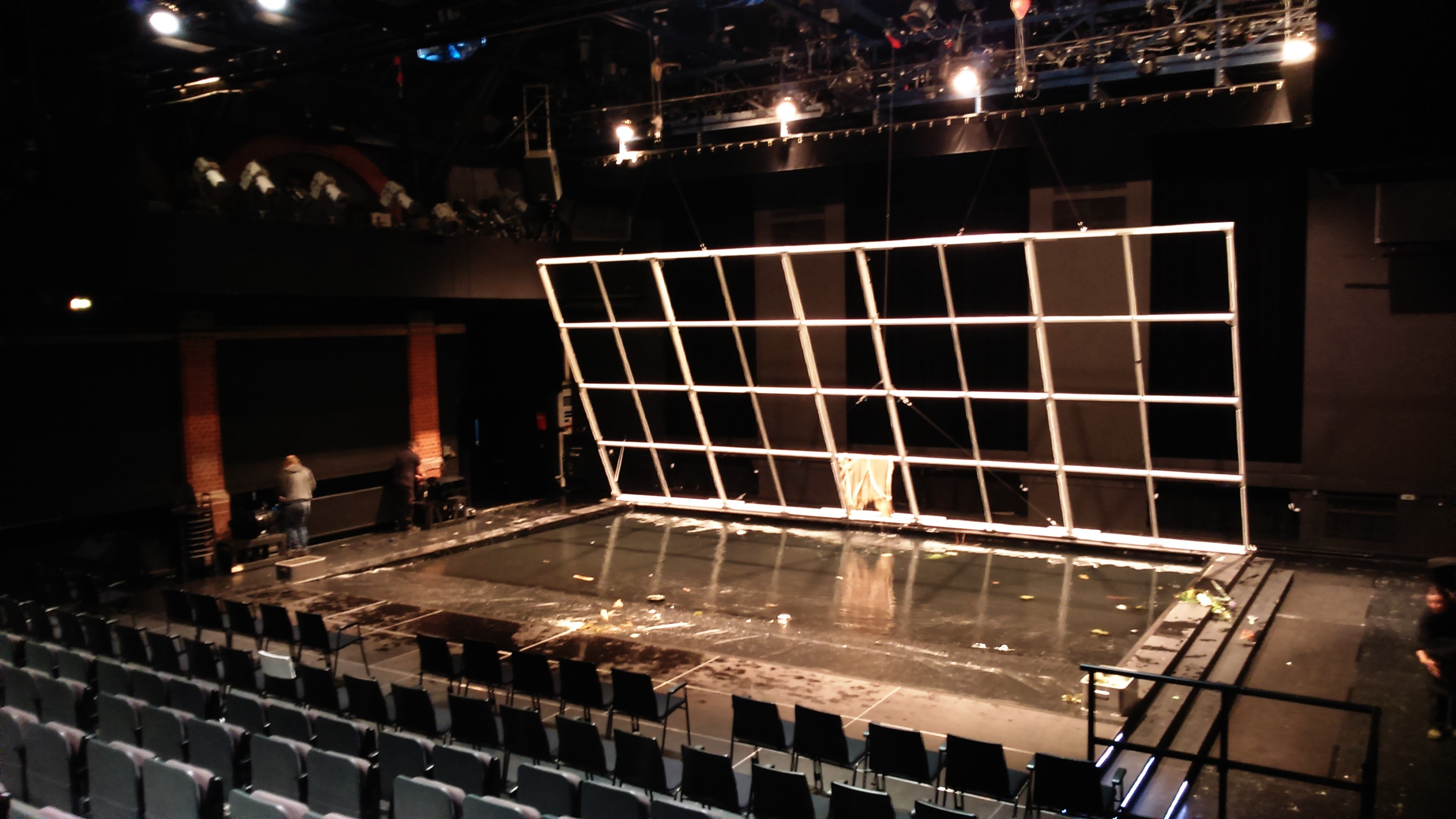
Alte Feuerwache, Bühnenbereich
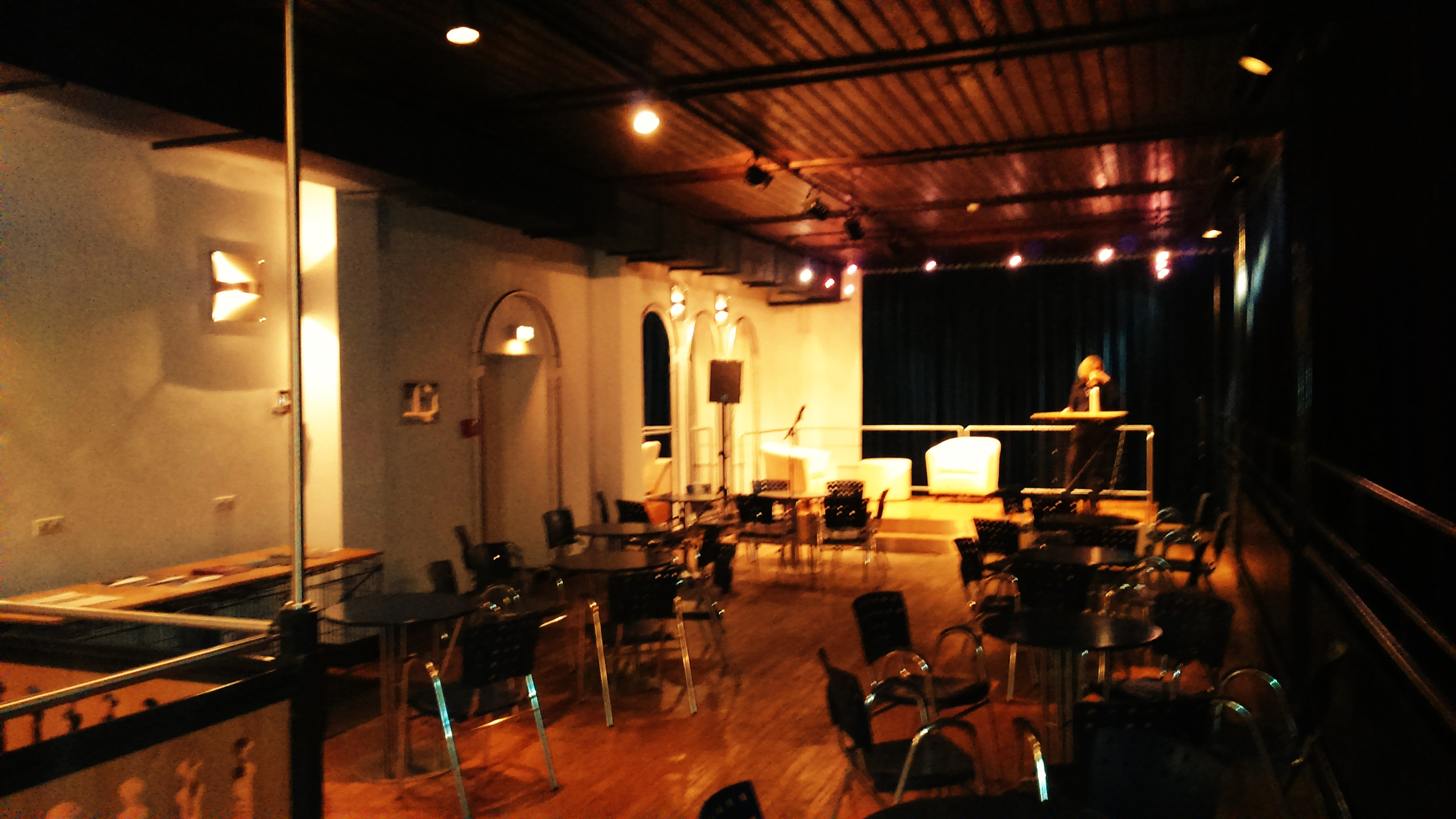
Alte Feuerwache, Oberes Foyer

#### Congresshalle
Nicht weit vom Staatstheater an der Saar gelegen, bietet die Congresshalle den Rahmen für die Sinfoniekonzerte des Saarländischen Staatsorchesters. Seit der Spielzeit 1994/1995 finden die Konzerte regelmäßig in diesem Saal statt. Im Frühsommer 2007 wurde er umfassend renoviert, und akustisch optimiert und verfügt seitdem über eine sehr gute Konzertakustik.

#### sparte4
Eröffnet im November 2006 in Alt-Saarbrücken, bietet die sparte4 bis zu 100 Gästen einen multifunktionalen Raum für Theater, Konzerte, Lesungen sowie Performances. Im Anschluss an jede Veranstaltung soll der unmittelbare Kontakt zu den Künstlern ermöglicht werden. Die sparte4 ist als Forum des lokalen und überregionalen sowie internationalen Kulturschaffens konzeptioniert.

### Entwicklung des Theaters und der Sparten

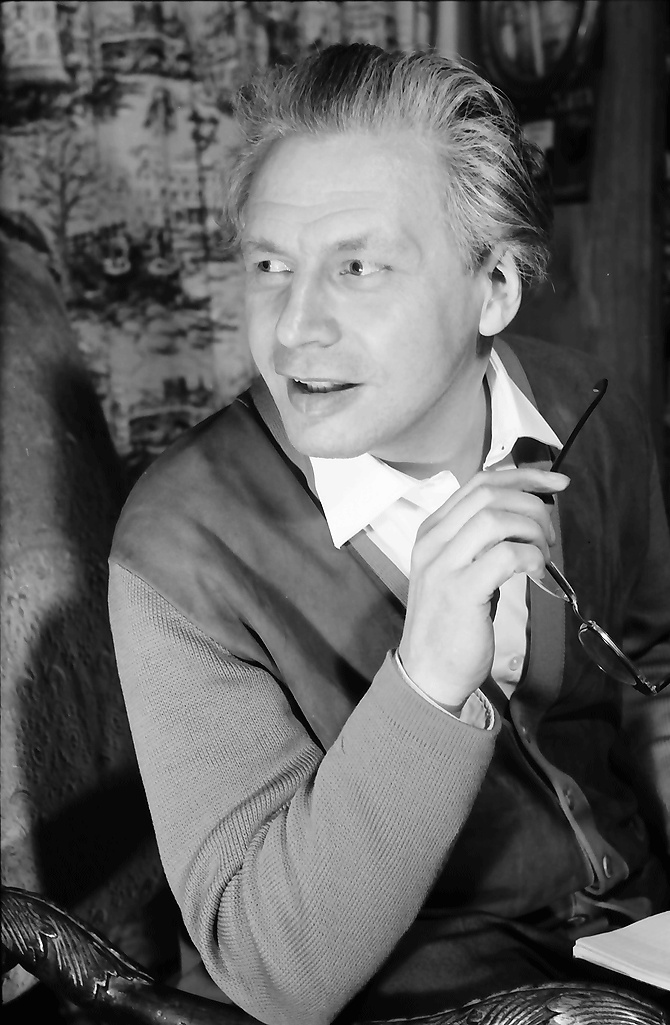
Hermann Wedekind

Das Saarländische Staatstheater wurde 1938 von Adolf Hitler als „Gautheater Saarpfalz“ mit der Oper Der fliegende Holländer von Richard Wagner eröffnet. Nach seiner Zerstörung 1942 wurde es nach dem Zweiten Weltkrieg unter französischer Besatzung wieder aufgebaut und nahm als Stadttheater Saarbrücken wieder seinen Spielbetrieb auf. Nach der endgültigen Rückgliederung des Saarlandes zur Bundesrepublik 1959 blühte es unter seinem damaligen Intendanten Hermann Wedekind auf. Wedekind zeigte in seiner Amtszeit (1960–1975) unter dem Motto „Kunst kennt keine Grenzen“ Stücke ausländischer Künstler, vor allem aus Frankreich und Georgien. Aus einer „Georgischen Woche“ an dem 1971 zum Staatstheater beförderten Haus entstand die Städtepartnerschaft zwischen Tiflis und Saarbrücken.
1988 übernahm das Land die gesamte Trägerschaft, und Martin Peleikis, Generalintendant seit 1975, wurde Gründungsintendant der geplanten Staatstheater GmbH. Ein Jahr später, 1989, wurde die Rechtsform des Staatstheaters in „GmbH“ geändert und das Saarländische Landestheater von der Staatstheater GmbH übernommen. Von 1991 bis 2006 war der Schweizer Schauspieler und Regisseur Kurt-Josef Schildknecht Generalintendant sowie Geschäftsführer des Theaters, das unter seiner Leitung in die Riege der bedeutenden deutschsprachigen Häuser aufschließen konnte. 2006 verließ er das Theater nach einem langanhaltenden Streit mit dem damaligen saarländischen Kultusminister Jürgen Schreier um Etatkürzungen.
Seine Nachfolge übernahm ab der Saison 2006/07 Dagmar Schlingmann. In ihrer ersten Spielzeit kam noch eine vierte Sparte (zu Schauspiel, Musiktheater, Ballett) hinzu: die „sparte4“, die ihren Aufführungsort in der Eisenbahnstraße gefunden hat; die künstlerische Leitung der „sparte4“ obliegt dem Regisseur Christoph Diem. Dagmar Schlingmann wechselt mit Ende der Spielzeit 2016/17 ans Staatstheater Braunschweig. Ihr folgt ab der Saison 2017/18 Bodo Busse nach.
Das Saarbrücker Dreispartenhaus ist mit seinen 430 Mitarbeitern sehr erfolgreich mit renommierten Kooperationspartnern wie der English National Opera London, den Théâtres de la Ville de Luxembourg, den Ruhrfestspielen Recklinghausen, der Finnischen Nationaloper Helsinki, dem Théâtre National du Luxembourg, dem Festival Perspectives und den Musikfestspielen Saar vernetzt. Ihrem Ziel, das Haus auf internationaler Ebene zu positionieren, ist Dagmar Schlingmann mit dem von der EU unterstützten Netzwerk TOTAL THEATRE nähergekommen: Mit diesem Projekt, das sechs Theaterpartner der Großregion aus Luxemburg, Frankreich, Belgien und Deutschland verbindet, wird der europäische Gedanke nachhaltig im Programm des Theaters verankert. Im Zentrum der Kooperation stehen Netzwerkbildung, Capacity Building, Schreib- und Regiewettbewerbe, Theaterfestivals und die Realisierung internationaler Theaterprojekte. Gastspiele führten das Theater nach Deutschland, Österreich, Luxemburg, Belgien, Frankreich, Italien, Rumänien und Asien.
Das Saarländische Staatsorchester, gegründet 1912, wirkt nicht nur in den Musiktheater-, Ballett- und Musicalproduktionen des Saarländischen Staatstheaters mit. Darüber hinaus sind in jeder Spielzeit acht Sinfoniekonzerte und zahlreiche Sonderkonzerte fester Bestandteil des Spielplans. Im Laufe seiner 100-jährigen Geschichte leiteten Dirigenten wie Siegfried Köhler, Christof Prick, Jiří Kout, Jun Märkl, Laurent Wagner und Toshiyuki Kamioka das Orchester; Generalmusikdirektor seit der Spielzeit 2014/15 ist Nicholas Milton. Ab der Spielzeit 2018/2019 übernimmt der Franzose Sébastien Rouland das Amt des GMD.
Seit der Spielzeit 2015/2016 wird die Opernsparte kommissarisch von David Greiner und Stefanie Pavel geleitet. Zuvor war Brigitte Heusinger Operndirektorin (2012–2016), die Berthold Schneider (2006–2012) in dieser Funktion nachfolgte. Seit der Spielzeit 2014/15 ist Stijn Celis Ballettdirektor am Saarländischen Staatstheater; er ist Nachfolger von Marguerite Donlon, die diese Position zwischen 2001 und 2013 besetzte.
Seit seiner Gründung durch Dagmar Schlingmann in der Spielzeit 2006/07 gibt es am Saarländischen Staatstheater einen Jugendclub (U21), der bis 2017 zunächst unter der Leitung von Jörg Wesemüller stand. Hier können interessierte Jugendliche im Alter von 12 bis 21 unter professioneller Betreuung kostenlos Theater spielen. Am Ende eines jeden Jahres steht eine Inszenierung in der Alten Feuerwache. Der Jugendclub zeigt eigene Stückentwicklungen (z. B. „Call Home“ 2013) ebenso wie Inszenierungen auf Grundlage literarischer Vorlagen (z. B. „Being Macbeth“ 2008, „Wir Wellen“ 2015).

## Sparten, Festivals und Netzwerke

### Schauspiel
Das Schauspiel wird seit 2017 von Bettina Bruinier und Horst Busch geleitet. Viele verschiedene Regiehandschriften formen einen engagierten Spielplan.
Unter der Intendanz von Kurt Josef Schildknecht stand das Schauspiel bis 2006 unter seiner Leitung; von 1991 bis 1998 war Gerhard Weber Oberspielleiter am Haus. Zuvor war von 1989 bis 1991 Martin Peleikis Gründungsintendant der Saarländisches Staatstheater GmbH; Lothar Trautmann hatte von 1981 bis 1989 das Amt des Schauspieldirektors inne. Von 1976 bis 1980 war Günther Penzoldt zugleich Intendant und Schauspieldirektor, von 1960 bis 1976 war Hermann Wedekind Generalintendant und Regisseur. 1953–1960 Günther Stark Intendant, von 1946 bis 1953 Willy Schüller.

### Saarländisches Staatsballett
Das Ballett wird seit der Spielzeit 2014/2015 von Stijn Celis geleitet. Neben eigenen Choreografien sind auch Stücke wichtiger zeitgenössischer Choreografen zu sehen. Celis setzt die Tradition fort, dass sich die Tänzerinnen und Tänzer des Ensembles am Ende einer Spielzeit bei SUBSTANZ choreografisch ausprobieren. Seit der Eröffnung des Theaterneubaus in Saarbrücken vor über 75 Jahren unterhält das Haus ein Ballettensemble. Es wurde von Hans Preus (1938–41 sowie 1949–64), Gerda Laschinski (1941–44), Herbert Juzek (1964–68), Hrvoje Ježić (1968–70), Jutta Giesecke / Klaus Zimmern (1970–72), Roberto Trinchero (1972–76), Rainer Köchermann (1976–81), Thomas Fletcher (1981–83), Pierre Dobrievich (1983–87), Philip Lansdale (1987–91), Birgit Scherzer (1991–99), Bernd Roger Bienert (1999–2001) und Marguerite Donlon (2001–13) geleitet.

### Saarländisches Staatsorchester

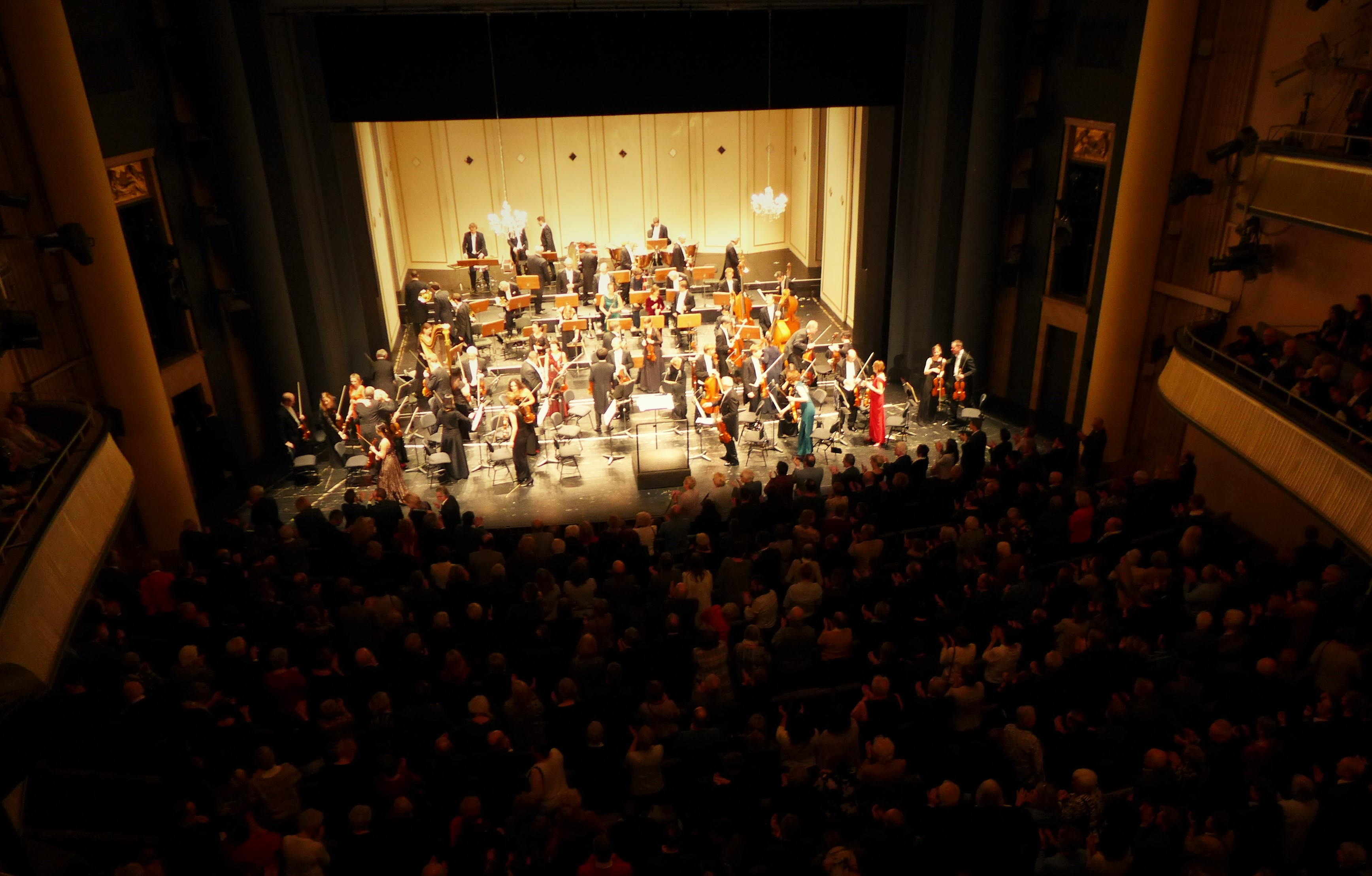
Saarländisches Staatsorchester nach einem Konzert im Staatstheater

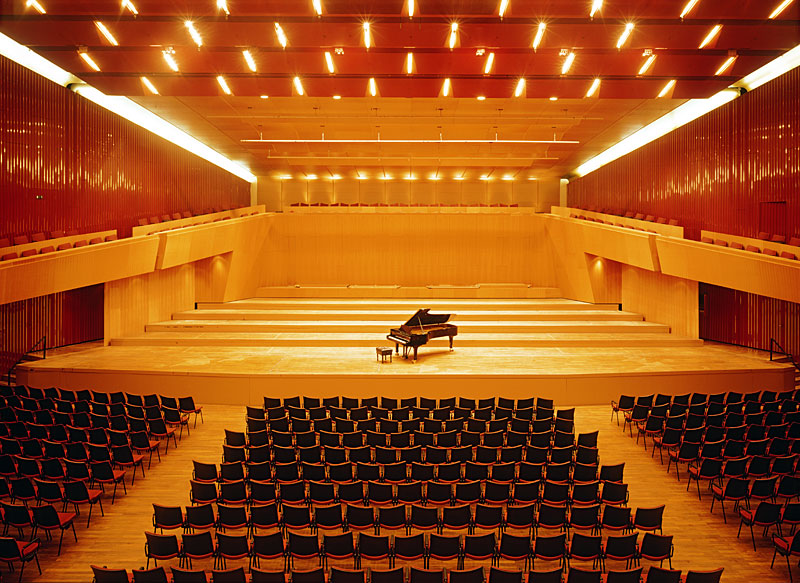
Konzertsaal der Congresshalle Saarbrücken

Das Saarländische Staatsorchester, das als „Orchester der Gesellschaft der Musikfreunde“ unter der Leitung von Viktor Cormann im Jahr 1912 gegründet worden war, wirkt in den Opern-, Ballett- und Musicalproduktionen des Saarländischen Staatstheaters mit. Darüber hinaus ist das profilierte A-Orchester in unterschiedlichen Konzertformaten in und außerhalb Saarbrückens zu erleben. In jeder Spielzeit finden acht Sinfoniekonzerte mit namhaften Solisten und Dirigenten im Konzertsaal der Congresshalle statt und werden teilweise vom Saarländischen Rundfunk und vom Deutschlandradio Kultur übertragen. In der Spielzeit 2015/2016 wurde eine neue Konzertreihe für das Orchester ins Leben gerufen: die sogenannten »Inspirationskonzerte« in der Alten Feuerwache, die sich beim Publikum großen Zuspruchs erfreut. Mit dem Komponisten und Klarinettisten Jörg Widmann startete zeitgleich das Projekt »artist in focus«, für das seitdem in jeder Spielzeit ein namhafter Künstler nach Saarbrücken eingeladen wird. Zu den Sonderkonzerten zählen unter anderem die traditionellen Neujahrskonzerte, die Filmkonzerte, in denen das Staatsorchester in Zusammenarbeit mit der Europäischen Filmphilharmonie bekannte Stummfilme live begleitet, sowie die Kinderkonzerte und das sommerliche Open-Air-Promenadenkonzert zu Beginn der Spielzeit. Internationale Gastkonzerte führten das Orchester in der jüngsten Vergangenheit ins französische Saint-Malo und 2017 in die Philharmonie Luxembourg. Das Mosel Musikfestival wurde im Sommer 2017 erstmals mit einem Konzert des Saarländischen Staatsorchester eröffnet. Darüber hinaus engagieren sich die Musiker des Staatsorchesters in unterschiedlichen konzert- und theaterpädagogischen Projekten, sowie in den Kammerkonzerten des Staatstheaters. Seit der Spielzeit 2018/2019 ist der Franzose Sébastien Rouland Generalmusikdirektor am Saarländischen Staatstheater.

### Generalmusikdirektoren seit 1964
- Siegfried Köhler (1964–1974)
- Christof Prick (1974–1977)
- Matthias Kuntzsch (1977–1985)
- Jiri Kout (1985–1991)
- Jun Märkl (1991–1994)
- Laurent Wagner (1994–1998)
- Olaf Henzold (1998–2001)
- Leonid Grin (2001–2006)
- Constantin Trinks (kommissarisch 2006–2009)
- Toshiyuki Kamioka (2009–2014)
- Nicholas Milton (2014–2018)
- Sébastien Rouland (seit 2018)

### Primeurs – Festival für frankophone Gegenwartsdramatik
Im Jahr 2007 entstand das Festival Primeurs um französische Theaterautoren dem deutschen Publikum vorzustellen. Veranstalter sind die vier Partner Saarländisches Staatstheater, Saarländischer Rundfunk – SR2 KulturRadio, Le Carreau – Scène Nationale de Forbach et de l’Est mosellan und das Institut Français Saarbrücken. Inzwischen hat sich das Festival zu einer Plattform entwickelt, die Autoren aus dem gesamten frankophonen Sprachraum nach Saarbrücken gebracht hat, unter anderem aus Frankreich, Belgien, der Schweiz, Québec, Togo, Tunesien, dem Libanon und der Republik Kongo. Primeurs hat vielen Autoren durch die zahlreichen Übersetzungsaufträge den Weg auf deutschsprachige Bühnen und in die bundesweiten Hörspielprogramme geebnet.
Das Programm umfasst neben Live-Hörspielen, szenischen Lesungen und Werkstattinszenierungen auch Autoren- und Publikumsgespräche. Gemeinsam mit dem Saarländischen Rundfunk stiftet der Verein der Freunde des Saarländischen Staatstheaters den „Primeurs“-Autorenpreis in Höhe von 3.000 Euro. Das Herz des Festivals ist der direkte Austausch mit den Autoren und die begeisternde Atmosphäre, die nicht zuletzt durch die Spielfreude der beteiligten Schauspieler jedes Jahr auf den Zuschauerraum übertragen wird.

### Netzwerk Total Theatre
Die im Jahr 2004 begonnene Zusammenarbeit zwischen dem Théâtre National du Luxembourg (L), dem Théâtre de la Place in Liège (B), dem Saarländischen Staatstheater, Saarbrücken (D) und dem Centre Dramatique National de Thionville Lorraine (F) diente zunächst der Vorbereitung des Projektes Total Théâtre im Rahmen von Luxemburg und Großregion, Kulturhauptstadt Europas 2007. Sie wird unter dem gleichen Namen dauerhaft fortgeführt und intensiviert. Als neue Partner dazu gekommen sind Chudoscnik Sunergia aus Eupen und das Agora Theater in St. Vith (B), zwei Bühnen der deutschsprachigen Gemeinschaft Belgiens. Das Stadttheater Trier (D) beteiligt sich an ausgewählten Projekten. Alle Partnertheater führen eigene Produktionen durch. Sie repräsentieren jeweils eine eigene Theaterkultur in unterschiedlichen Bühnentraditionen. Was sie zusammenführt, ist eine gemeinsame Lage an den Grenzen.
Dank einer für den Zeitraum von 2012 bis 2014 bewilligten europäischen Kofinanzierung (Interreg IV A Großregion) konnten die Partner eine Grundlage für eine intensivierte und nachhaltige Zusammenarbeit schaffen.

### Verein der Freunde des Saarländischen Staatstheaters e. V.
Am 29. Juni 1967 gründete sich der „Verein der Freunde des Saarländischen Staatstheaters e. V.“. Er unterstützt mit ca. 300 Mitgliedern die Arbeit des Staatstheaters durch Spenden, z. B. von Musikinstrumenten. Weitere Förderungen gelten Aufführungen der verschiedenen Sparten, dem „Tanzfestival Saar“, dem alljährlich vergebenen Festival-Primeurs-Autorenpreis und der Arbeit des „Jungen Staatstheaters“.